# Area metropolitana

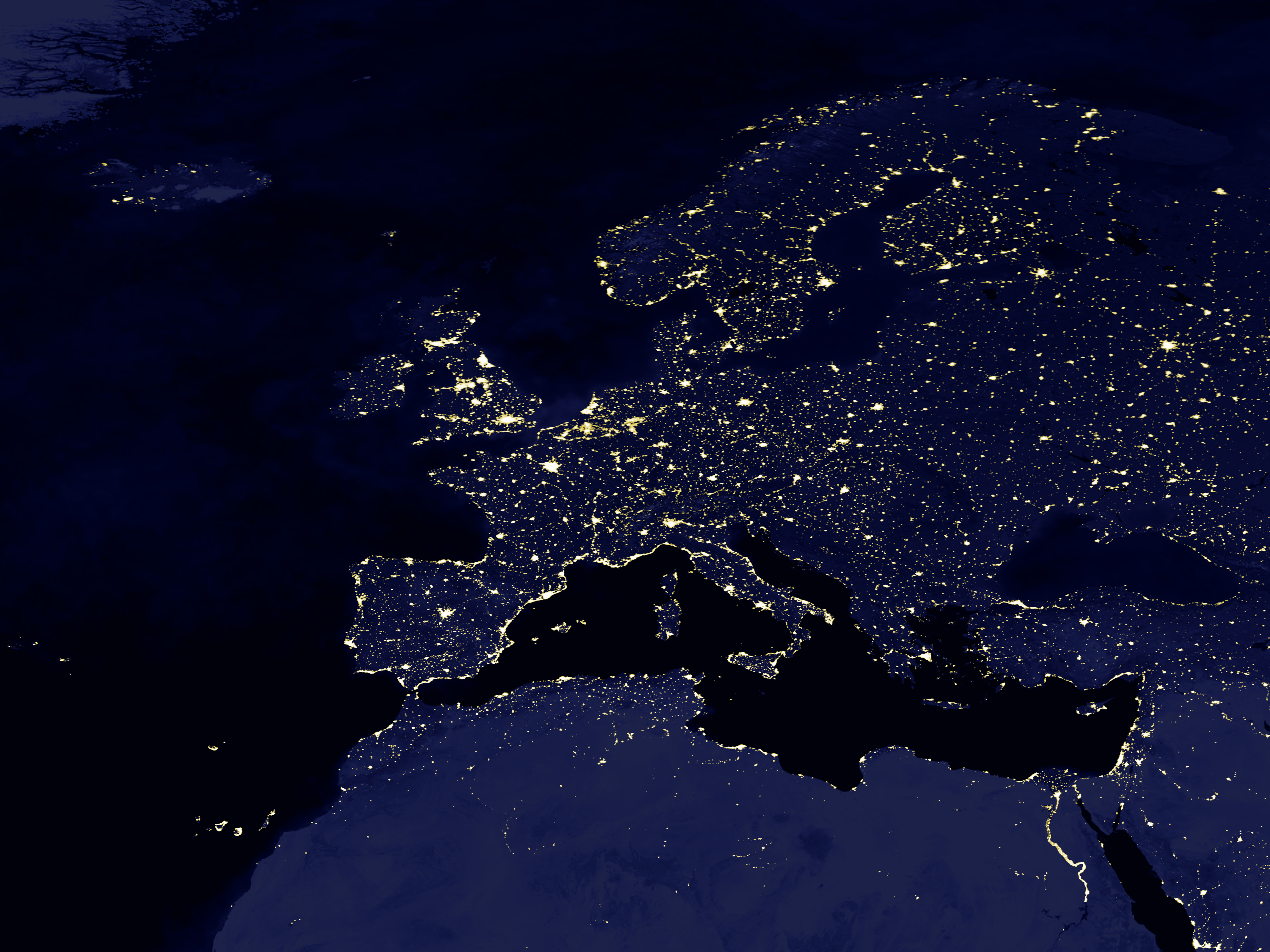
Visione satellitare notturna dell'Europa

Un'area metropolitana è una zona circostante un'agglomerazione (o una conurbazione) che per i vari servizi dipende dalla città centrale (metropoli) ed è caratterizzata dall'integrazione delle funzioni e dall'intensità dei rapporti che si realizzano al suo interno, relativamente ad attività economiche, servizi essenziali alla vita sociale, nonché alle relazioni culturali e alle caratteristiche territoriali. Elementi necessari affinché esista una vera e propria area metropolitana sono, in particolare, la presenza di una rete di trasporti che colleghi tra loro i diversi ambiti urbani e la presenza di forti interazioni economico/sociali all'interno dell'area stessa.

## Metodi di perimetrazione delle aree metropolitane
È difficile individuare un chiaro confine dell'area metropolitana basandosi esclusivamente sulle interazioni economiche e sulla rete dei trasporti, ma spesso, proprio l'esistenza di forti interazioni tra le diverse parti che compongono l'area metropolitana (grande città e gli ambiti urbani limitrofi), obbliga le amministrazioni locali a delegare parte delle proprie competenze ad un coordinamento centrale che superi gli ambiti locali al fine di garantire una corretta gestione dell'area metropolitana in alcuni ambiti specifici (pensiamo, ad esempio, alla gestione della rete dei trasporti, che deve avere una visione complessiva dei problemi). In questo caso, laddove esiste un ente di coordinamento centrale, è possibile avere una chiara indicazione dei confini dell'area metropolitana, almeno dal punto di vista legislativo/esecutivo.
Le aree metropolitane sono individuate e descritte dai geografi urbani secondo due principali metodologie: una tiene conto dei flussi in entrata verso una località centrale (aree pendolari), l'altra invece delle relazioni economiche e funzionali di un territorio indipendentemente dalla presenza di una grande città (aree economico-funzionali). Un ulteriore metodo, meno usato dei precedenti perché non fornisce il grado di integrazione tra le diverse municipalità che la costituiscono, è basato sulla contiguità territoriale e sulla tensione abitativa (densità di popolazione).

### Metodi di perimetrazione in Italia
In Italia la definizione economico-funzionale prevalente si è affermata soprattutto a partire dallo studio del 1970 di Cafiero e Busca su "Lo sviluppo metropolitano in Italia". Tale studio ha considerato il fenomeno metropolitano non come un "gradiente diffusivo a partire da una località centrale" ma come un minimum quantum di mercato, ovvero una determinata densità territoriale di attività extra-agricole. Quindi non un grande centro con la sua corona contermine di flussi pendolari, ma una condizione di mercato del lavoro che si dispiega sul territorio.
Nello specifico se un comune raggiunge una densità di 100 attivi extra-agricoli per km² soddisfà la condizione base. Quando un insieme di tali comuni che presentano contiguità fisica raggiunge una soglia prefissata di abitanti e/o attivi costituisce un'area metropolitana. Gli studiosi fissano tale soglia a 110 000 abitanti e/o 35.000 attivi extra-agricoli.
Le aree risultanti sono essenzialmente statistiche in quanto non si tiene conto di eventuali cesure orografiche o diversità di ambiti storici, economici o culturali. Si tratta di aree metropolitane di mercato, geometricamente contigue, che pertanto possono differire anche di parecchio da altre scaturite da metodologie di altra natura.
Di seguito vengono schematizzati i principali metodi utilizzati per la perimetrazione delle aree metropolitane:
| Metodo di identificazione                   | Descrizione del metodo | Fonte e natura dei dati | Vantaggi | Svantaggi | In sintesi |
| ------------------------------------------- | --- | --- | --- | --- | --- |
| OCDE'S-Regione metropolitana                | NUT3 (corrisponde alle Province) | Definizione amministrativa | Semplice. Disponibilità di numerose tipologie di dati. Unità di analisi stabile nel tempo. | La dinamica socio-economica non coincide con la delimitazione amministrativa. Unità di analisi statica e costante nel tempo | Nel complesso, la provincia individua un territorio troppo ampio per descrivere un'A.M. Solo in rari casi l'A.M. copre il territorio provinciale. |
| Aree Funzionali Urbane (FUAs) ESPON 2006    | È composta da un nucleo centrale (core) e una corona che risulta economicamente integrata con il nucleo. | Dati dei censimenti della popolazione, occupazione e di pendolarismo a livello comunale e provinciale. Le FUAs sono individuate con un approccio funzionale. | Sono necessarie poche informazioni. Unità di analisi stabile. | Non è stato trovato un metodo unico, da applicare in tutti i paesi, a livello amministrativo, morfologico o funzionale. Poche volte, infatti, l'area individuata corrisponde con l'area economica.                                                                                          | Nel complesso, il metodo utilizzato non è chiaro e univoco. Il metodo non può essere applicato a numerosi paesi per la mancanza di dati coerenti, compresa l'Italia. Le più grandi unità ESPON (MEGA) sono simili a provincie, unità troppo vaste per essere amministrate. |
| Regioni Funzionali Urbane (FUR) (GEMECA II) | Include un nucleo con una densità occupazionale superiore a 7 posti di lavoro per ettaro e una corona costituita da tutti i comuni che hanno oltre il 10% di pendolarismo verso il nucleo. | Dati sui censimenti di popolazione, di pendolarismo e di occupazione a livello comunale.                                                                     | Unità di analisi dinamica nel tempo. Semplici informazioni sui requisiti di base e facile applicazione del metodo. Possibilità di un confronto tra le varie aree individuate.                                                                       | Non tiene conto delle relazioni tra le diverse parti dell'A.M. È difficile che l'area individuata coincida con un reale spazio economico integrato. | Semplicità di applicazione e utilizzo di pochi dati. A causa del suo approccio puramente morfologico non è sufficiente a descrivere aree economicamente integrate. |
| Grandi Aree Urbane (LUZ)                    | Include un nucleo urbano più tutti i comuni che hanno un tasso di pendolarismo superiore al 15% verso il nucleo. | Dati del censimento sui flussi pendolari casa-lavoro, sul numero degli occupati, sui posti di lavoro e sul numero dei residenti.                             | Metodo dinamico nel tempo e nello spazio. Tiene conto delle relazioni socio-economiche tra comuni. Metodo di facile applicazione. Possibilità di un'analisi e comparazione europea delle aree ricavate.                                             | Le aree urbane individuate sono di solito troppo piccole, spesso limitate alla sola città centrale. Il metodo non si adatta bene alla descrizione delle aree metropolitane policentriche.                                                                                                   | Si ottengono aree inferiori alle aree di mercato del lavoro locale. Hanno il limite di separare i sub-centri della stessa A.M. |
| Urban Areas (SERRA 2002)                    | Comprendono un nucleo urbano con almeno 100 000 abitanti e una densità territoriale superiore a 1500 ab./km². Tutti i comuni contigui con una densità superiore ai 250 ab./km² si sommano al nucleo centrale. | Dati sulla popolazione e superficie comunale. Approccio morfologico.                                                                                         | Unità di analisi dinamica nel tempo. Semplici requisiti di base e facile applicazione del metodo. Possibilità di confronto europeo tra le aree individuate.                                                                                         | Non tiene conto in alcun modo delle reali relazioni tra le diverse parti dell'A.M. Così è difficile che l'area individuata coincida con una vera e propria area economicamente integrata.                                                                                                   | Semplicità di applicazione e uso di pochi dati. Tuttavia, a causa del suo approccio puramente morfologico, non è sufficiente per la descrizione di aree economicamente integrate.                                                                                          |
| s of USA's Census bureau                    | È costituita da un nucleo centrale di oltre 50 000 abitanti e da una corona metropolitana formata da tutti i comuni che hanno un flusso pendolare verso il nucleo superiore al 15% della loro popolazione. I comuni dell'anello devono avere una densità di popolazione di almeno 62 ab./km². In alternativa i comuni dell'anello metropolitano devono avere almeno 37ab./km² e il 30% di pendolarismo verso il core. Si tiene conto sia della contiguità territoriale e sia del grado di integrazione. | Censimenti sui dati di popolazione, di occupazione e posti di lavoro, di pendolarismo. Dati sulle estensioni territoriali comunali.                          | Unità di analisi dinamica nello spazio e nel tempo. Si tiene conto delle relazioni socio-economiche. Uso di una grande mole di dati. Possibilità di confrontare e classificare per estensione e peso demografico le aree metropolitane individuate. | Alcune volte le aree metropolitane ottenute risultano troppo piccole per essere utilizzate per la pianificazione di alcuni servizi di interesse sovracomunale quali i trasporti. L'obiettivo del metodo è quello di individuare aree statistiche e non quello di descrivere la città reale. | Il metodo funziona bene, ma non risolve ancora il problema della policentricità e non è adatto per la pianificazione delle infrastrutture e della mobilità. |

## Problematiche intrinseche e soluzioni per lo sviluppo

### I principali disagi
In tutto il mondo, come è noto, la popolazione tende ad insediarsi prevalentemente nelle aree urbane.
Ne consegue che la concentrazione di attività e persone, unita ad elevati livelli di mobilità per motivi di lavoro, studio e fruizione di servizi, contribuiscono all'insorgere di problemi ambientali, inquinamento, nuovi stili di vita, squilibri nel mercato edilizio che comportano la richiesta di nuove abitazioni, consumo di suolo e aumento degli autoveicoli.
Tutto ciò dà origine a gravi situazioni di invivibilità, legate sia al forte impatto sull'ambiente sia alla carenza di infrastrutture, ad un uso non pianificato del territorio e alla scelta di modalità di trasporto inadeguati e spesso insufficienti. È evidente che problemi di tale natura non possono essere fronteggiati in un ambito circoscritto come quello comunale, essendo interessato tutto il territorio coinvolto.

### Soluzioni e aspettative
Al fine di risolvere adeguatamente le problematiche che, quasi inevitabilmente, insorgono all'interno del contesto metropolitano, è stata adottata in alcuni centri, italiani ed europei, la cosiddetta visione strategica, basata essenzialmente sulla dinamicità dei processi, su un sistema complesso di relazioni di tutti i soggetti presenti sul territorio, sul consenso necessario mediante la partecipazione attiva dei cittadini, sull'associazionismo degli imprenditori, per realizzare obiettivi spesso sfidanti e di lungo periodo.

#### Il piano strategico
Il piano strategico è un processo in costante evoluzione che non si esaurisce in un documento immodificabile o in una serie di progetti più o meno sistematizzati, ma di uno strumento definito in forma consensuale, soggetto a continue verifiche e revisioni, teso a favorire la messa in opera di soluzioni vantaggiose per la comunità.
I piani strategici, dunque, non possono rappresentare il patrimonio di una parte politica o di un'amministrazione ma, scaturendo dalla partecipazione e dalla condivisione dei cittadini, superano le scadenze elettorali ed assumono come riferimento un orizzonte temporale non inferiore a dieci anni e, talvolta, anche di venti anni.
Né un piano strategico può essere costituito da un elenco di richieste da sostanziare nei programmi amministrativi in occasione delle consultazioni elettorali, poiché le risorse necessarie per la sua realizzazione non possono essere tutte di provenienza pubblica ma garantite anche da quei soggetti privati che, avendolo concertato positivamente, lo hanno condiviso e sottoscritto.
Nessun piano può essere limitato al ristretto ambito del comune promotore, ma sarà tanto più efficace quanto più riuscirà a costruire una “partecipazione a rete” allargata ai comuni limitrofi, in una dimensione territoriale di “area vasta”.
Il piano strategico non riguarda, in un'ottica tradizionale, soltanto gli aspetti urbanistici e territoriali o il potenziamento delle infrastrutture, ma si estende anche agli altri aspetti essenziali di una società avanzata, per il miglioramento dei servizi e della qualità della vita, che coinvolgono le attività economiche, culturali e sociali.
Valorizza e rafforza, pertanto, le democrazie elettive con un coinvolgimento nel sistema decisionale della società civile, che va ben oltre le esperienze più avanzate di bilancio sociale
Il sindaco e il presidente della provincia sono gli interlocutori naturali per dialogare con gli attori esterni, potendo svolgere una funzione fondamentale di avvio, di stimolo e di coordinamento dei processi di sviluppo territoriale in un'ottica di multilivel governance.

## Aree metropolitane in Italia

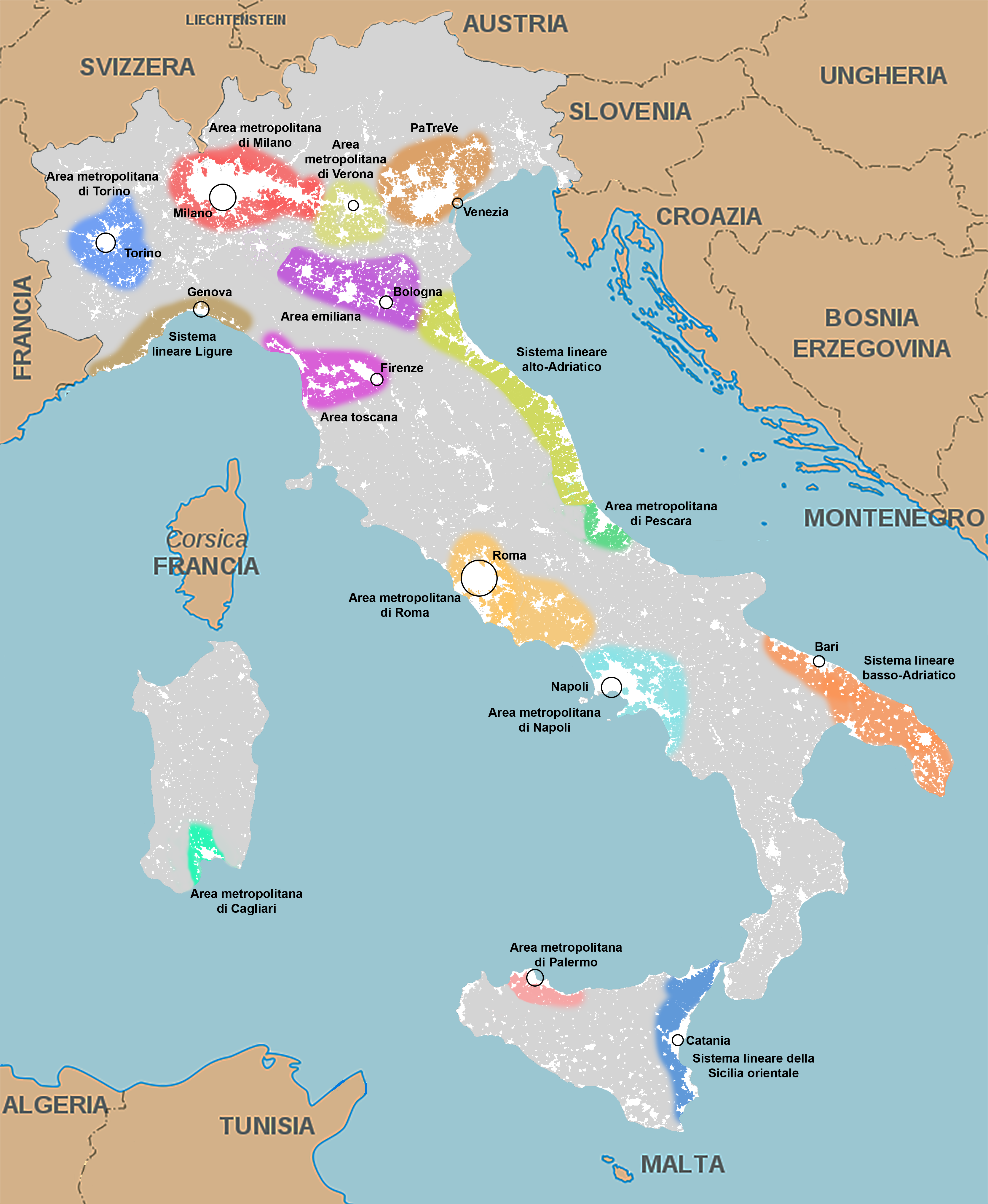
Mappa delle aree metropolitane italiane

L'ordinamento giuridico italiano ha individuato lo specifico ente di governo, denominato città metropolitana, solo nelle aree metropolitane di 14 città italiane. Dieci di queste (Milano, Torino, Genova, Bologna, Venezia, Firenze, Roma, Napoli, Bari, Reggio Calabria) sono state individuate dal Parlamento italiano mentre quattro (Messina, Catania, Palermo, Cagliari) sono state individuate da apposite leggi dalle Regioni a statuto speciale.

### Studi di settore recenti per le aree metropolitane italiane

#### Perimetrazione morfologica (densità di popolazione)
Dal secondo dopoguerra sono andate lentamente a definirsi in Italia diverse grandi aree metropolitane, grazie all'allargamento delle periferie delle città, all'incorporazione dei comuni limitrofi, alla saldatura delle aree urbane lungo le linee di costa. Nel 2007 in queste grandi aree metropolitane (che coprono il 17% della superficie dell'Italia) viveva all'incirca il 61% della popolazione italiana.
Il Censis aggrega in insiemi metropolitani tutte le unità comunali adiacenti che superano i 200 abitanti per km² e i 350 000 abitanti.
Queste conurbazioni o agglomerazioni possono essere divise in:
- aree metropolitane di Roma, Milano, Napoli, Torino, Palermo, Verona, Cagliari, Pescara e Venezia-Padova-Treviso;
- sistemi lineari costieri basso-adriatico, alto-adriatico, della Sicilia orientale e ligure;
- aste territoriali emiliana e toscana.

| N° | Agglomerati metropolitani                              | Popolazione (abitanti) | Superficie (in km²) | Densità (in ab/km²) |
| -- | ------------------------------------------------------ | ---------------------- | ------------------- | ------------------- |
| 1  | Area metropolitana di Roma                             | 4.339.112              | 4766,3              | 910,4               |
| 2  | Area metropolitana di Milano                           | 4.047.125              | 8362,1              | 965,6               |
| 3  | Area metropolitana di Napoli                           | 3.996.084              | 3841,7              | 1300,5              |
| 4  | Area metropolitana di Venezia-Padova-Treviso (PaTreVe) | 2.685.598              | 7081,0              | 379,3               |
| 5  | Sistema lineare basso-adriatico                        | 2.603.831              | 6127,7              | 424,9               |
| 6  | Sistema lineare alto-adriatico                         | 2.359.068              | 5404,8              | 436,5               |
| 7  | Area emiliana                                          | 1.944.401              | 3923,6              | 495,6               |
| 8  | Area toscana                                           | 1.760.737              | 2795,9              | 629,8               |
| 9  | Area metropolitana di Torino                           | 1.710.202              | 1347                | 786                 |
| 10 | Sistema lineare della Sicilia orientale                | 1.693.173              | 2411,7              | 702,1               |
| 11 | Sistema lineare ligure                                 | 1.231.881              | 1294,3              | 951,8               |
| 12 | Area metropolitana di Palermo                          | 1.069.754              | 1391,4              | 750,6               |
| 13 | Area metropolitana di Verona                           | 714.275                | 1426,0              | 500,9               |
| 14 | Area metropolitana di Pescara                          | 655.124                | 1612,2              | 406,4               |
| 15 | Area metropolitana di Cagliari                         | 422.400                | 568,0               | 686,1               |

#### I dati dell'Institut d'Estudis Regionals i Metropolitans de Barcelona
Un'"agglomerazione metropolitana" viene costruita intorno a comuni con almeno 100 000 abitanti e 1 500 ab per km². Vengono aggregati comuni contigui che soddisfino una densità media nell'area di oltre 1500 ab./km² ed il totale dell'area deve essere superiore a 250 000 abitanti.
In subordine vengono poi individuate le "agglomerazioni estese", che sono costituite da comuni contermini con oltre 250 abitanti/km² ed una popolazione nell'insieme di oltre 250 000 abitanti.
Lo studio è stato realizzato alla scala dell'Unione europea nel 2000 ed aggiornato nel 2006.
In totale in Italia vengono individuate 12 agglomerazioni metropolitane.
| Agglomerazione metropolitana | Comuni | Popolazione (abitanti) | Superficie (in km²) | Densità (in ab/km²) |
| ---------------------------- | ------ | ---------------------- | ------------------- | ------------------- |
| Roma                         | 17     | 3.000.281              | 1970                | 1523                |
| Milano                       | 473    | 2.644.760              | 4139                | 1509                |
| Napoli                       | 199    | 2.586.245              | 2906                | 1578                |
| Torino                       | 52     | 1.632.324              | 1082                | 1507                |
| Palermo                      | 16     | 929.825                | 596                 | 1558                |
| Genova                       | 19     | 800.381                | 517                 | 1505                |
| Firenze                      | 12     | 790.305                | 518                 | 1526                |
| Catania                      | 21     | 668.983                | 445                 | 1501                |
| Bologna                      | 6      | 483.940                | 307                 | 1575                |
| Bari                         | 9      | 466.529                | 293                 | 1591                |
| Padova                       | 10     | 331.387                | 218                 | 1517                |
| Pescara                      | 9      | 309.125                | 197                 | 1569                |

#### Perimetrazione funzionale (flussi pendolari)
Lo studio di ricerca, pubblicato da Rafael Boix e Paolo Veneri, edito dall'Institute of Regional and Metropolitan Studies di Barcellona nel marzo 2009, ha avuto lo scopo di misurare il grado di "metropolizzazione" raggiunto dalle aree urbane spagnole ed italiane e di fornire un valido strumento per governare le più grandi agglomerazioni umane dove si concentrano le maggiori attività economiche e di servizio delle nazioni. Per la ricerca sono stati utilizzati e messi a confronto i risultati ottenuti da due differenti metodologie, le più utilizzate in Europa e negli USA, per la delimitazione delle aree metropolitane:
- Il Cheshire-Gemaca che individua le Regioni Funzionali Urbane (FUR) in base a indicatori di pendolarismo;
- la versione iterativa dell'algoritmo USA-MSA, particolarmente indicato per individuare aree metropolitane policentriche (Dynamic s (DMA)).

Le aree ottenute, aggregando più comuni ad una città centrale di almeno 50 000 abitanti, sono state divise in quattro livelli in base al peso demografico:
- Livello A (più di 1.000.000 di abitanti), grandi aree metropolitane
- Livello B (tra 250.000-1.000.000 di abitanti), medie aree metropolitane
- Livello C (tra 100.000-250.000 abitanti), piccole aree metropolitane
- Livello D (meno di 100.000), aree urbane

Per l'Italia, così come per la Spagna, i risultati ottenuti con i due metodi sono molto simili.

#### Functional Urban Regions (FUR)
In Italia sono state individuate con il primo metodo 82 FUR che contengono il 43% dei comuni (3493), il 67% della popolazione totale (38,6 milioni) e il 71,5% degli occupati (14,5 milioni).
La metodologia consiste nell'individuare "nuclei" composti da uno o più comuni che abbiano non meno di 20.000 posti di lavoro e una densità di almeno 7 posti per ettaro.
Quindi vengono aggregati tutti i comuni contermini che abbiano almeno il 10% di tasso di pendolarismo verso il polo metropolitano.
A livello dimensionale si riportano i risultati:
- 6 FUR di livello A

| FUR     | Comuni | Popolazione al 12-2008 (abitanti) | Superficie (in km²) | Densità (in ab/km²) |
| ------- | ------ | --------------------------------- | ------------------- | ------------------- |
| Roma    | 239    | 4.816.912                         | 10797               | 446                 |
| Milano  | 499    | 4.636.343                         | 5169                | 1090                |
| Napoli  | 125    | 3.964.489                         | 1746                | 2271                |
| Torino  | 216    | 2.120.850                         | 4041                | 525                 |
| Firenze | 51     | 1.270.347                         | 3407                | 373                 |
| Palermo | 43     | 1.076.327                         | 2169                | 496                 |

- 35 FUR di livello B

| FUR             | Comuni | Popolazione al 12-2008 (abitanti) | Superficie (in km²) | Densità (in ab/km²) |
| --------------- | ------ | --------------------------------- | ------------------- | ------------------- |
| Bologna         | 56     | 969.982                           | 3389                | 286                 |
| Catania         | 39     | 897.258                           | 1579                | 568                 |
| Bari            | 28     | 876.682                           | 1833                | 478                 |
| Genova          | 62     | 852.776                           | 1549                | 550                 |
| Padova          | 60     | 693.961                           | 1265                | 548                 |
| Ravenna         | 35     | 659.174                           | 3485                | 189                 |
| Bergamo         | 102    | 632.992                           | 834                 | 759                 |
| Venezia         | 19     | 614.788                           | 1209                | 509                 |
| Verona          | 41     | 606.870                           | 1389                | 437                 |
| Brescia         | 57     | 580.353                           | 937                 | 619                 |
| Taranto         | 29     | 566.889                           | 2276                | 249                 |
| Cagliari        | 53     | 529.940                           | 2721                | 195                 |
| Pescara         | 28     | 527.238                           | 1453                | 369                 |
| Modena          | 20     | 450.678                           | 981                 | 459                 |
| Livorno-Pisa    | 13     | 429.589                           | 1036                | 414                 |
| Salerno         | 18     | 419.864                           | 461                 | 911                 |
| Parma           | 37     | 411.492                           | 2387                | 172                 |
| Lecce           | 33     | 360.659                           | 1126                | 320                 |
| Reggio Emilia   | 21     | 350.124                           | 971                 | 360                 |
| Foggia          | 26     | 337.174                           | 3059                | 110                 |
| Perugia         | 18     | 332.818                           | 1858                | 179                 |
| Udine           | 54     | 324.291                           | 1537                | 211                 |
| Messina         | 23     | 319.703                           | 508                 | 629                 |
| Rimini          | 18     | 300.437                           | 502                 | 597                 |
| Trento          | 73     | 294.014                           | 1508                | 195                 |
| Treviso         | 20     | 293.214                           | 559                 | 524                 |
| Vicenza         | 29     | 287.246                           | 567                 | 506                 |
| Sassari         | 40     | 283.079                           | 2400                | 118                 |
| Pesaro          | 27     | 273.735                           | 981                 | 279                 |
| Reggio Calabria | 21     | 266.731                           | 853                 | 313                 |
| Mantova         | 26     | 268.935                           | 863                 | 497                 |
| Ferrara         | 23     | 264.885                           | 1746                | 152                 |
| Trieste         | 7      | 264.428                           | 232                 | 1138                |
| Siracusa        | 12     | 264.050                           | 1301                | 203                 |
| Cosenza         | 52     | 258.177                           | 1482                | 174                 |
| Brindisi        | 14     | 253.721                           | 1092                | 232                 |

- 38 FUR di livello C.
- 3 FUR di livello D.

#### Dynamic s (DMAs)
Con il secondo metodo, la procedura DMA (Dynamic s), sono state individuate 86 aree urbane che contengono al 2001 il 49,9% dei comuni italiani (3962), il 69,4% del totale della popolazione italiana (39,6 milioni) e il 74,4% di occupazione (14,2 milioni di posti di lavoro).
La metodologia consiste nel partire dai centri con oltre 50 000 abitanti e nell'aggregarvi i comuni contigui che abbiano almeno un tasso del 15% di pendolarismo per lavoro o studio verso di loro. Il dato sui flussi pendolari è desunto dal Censimento 2001 dell'Istat. Ottenuta una prima area si esegue la stessa operazione verso l'area così aggregata per altre tre volte, ogni volta prendendo come "nucleo" l'area precedentemente ottenuta e sempre con un tasso di pendolarismo del 15%.
Per livello dimensionale risultano così suddivise:
- 7 DMAs di livello A.

| DMAs    | Comuni | Popolazione al 12-2008 (abitanti) | Superficie (in km²) | Densità (in ab/km²) |
| ------- | ------ | --------------------------------- | ------------------- | ------------------- |
| Roma    | 200    | 4.635.020                         | 8.521               | 544                 |
| Milano  | 597    | 4.449.523                         | 6.089               | 944                 |
| Napoli  | 119    | 3.425.884                         | 1.578               | 2.171               |
| Torino  | 341    | 2.351.812                         | 6.856               | 343                 |
| Firenze | 59     | 1.402.312                         | 3.935               | 356                 |
| Palermo | 39     | 1.057.919                         | 1.801               | 587                 |
| Bologna | 67     | 1.039.479                         | 4.064               | 256                 |

- 32 DMAs di livello B.

| DMAs            | Comuni | Popolazione al 12-2008 (abitanti) | Superficie (in km²) | Densità (in ab/km²) |
| --------------- | ------ | --------------------------------- | ------------------- | ------------------- |
| Brescia         | 122    | 993.020                           | 2.403               | 413                 |
| Genova          | 65     | 892.154                           | 1.745               | 511                 |
| Catania         | 34     | 827.129                           | 1.110               | 745                 |
| Padova          | 85     | 824.254                           | 1.877               | 439                 |
| Bergamo         | 177    | 810.141                           | 1.848               | 438                 |
| Verona          | 79     | 803.427                           | 2.456               | 327                 |
| Bari            | 25     | 763.567                           | 1.484               | 514                 |
| Cagliari        | 79     | 628.748                           | 4.517               | 139                 |
| Venezia         | 20     | 626.333                           | 1.226               | 511                 |
| Pescara         | 31     | 526.077                           | 1.422               | 370                 |
| Salerno         | 25     | 477.373                           | 628                 | 760                 |
| Udine           | 107    | 473.579                           | 3.175               | 149                 |
| Modena          | 22     | 459.883                           | 1.072               | 429                 |
| Parma           | 49     | 444.395                           | 3.516               | 129                 |
| Perugia-Foligno | 28     | 412.597                           | 2.586               | 160                 |
| Varese          | 97     | 405.849                           | 672                 | 603                 |
| Vicenza         | 45     | 377.881                           | 848                 | 446                 |
| Reggio Emilia   | 28     | 375.007                           | 1.606               | 233                 |
| Rimini          | 33     | 366.250                           | 912                 | 401                 |
| Mantova         | 41     | 356.142                           | 1.892               | 172                 |
| Ancona          | 24     | 350.238                           | 885                 | 395                 |
| Treviso         | 28     | 342.594                           | 741                 | 462                 |
| Messina         | 27     | 323.077                           | 601                 | 537                 |
| Lecce           | 28     | 307.817                           | 964                 | 319                 |
| Pisa            | 20     | 306.535                           | 1.049               | 292                 |
| Piacenza        | 43     | 276.745                           | 2.177               | 127                 |
| Trento          | 91     | 276.146                           | 1.807               | 153                 |
| Cosenza         | 53     | 268.876                           | 1.576               | 171                 |
| Foggia          | 22     | 262.103                           | 2.322               | 113                 |
| Reggio Calabria | 21     | 258.504                           | 881                 | 293                 |
| La Spezia       | 36     | 256.277                           | 1.462               | 175                 |
| Ferrara         | 23     | 250.688                           | 1.588               | 158                 |

- 40 DMAs di livello C.
- 7 DMAs di livello D.[7]

#### Perimetrazione mista
La metodologia utilizzata dal professor Bartaletti tiene conto del pendolarismo originato dai poli metropolitani, della densità di popolazione, della crescita demografica dei comuni nei singoli intervalli intercensuari dal 1951 ad oggi, del continuum edilizio.
La qualifica di area metropolitana viene limitata ai complessi urbani aventi un numero di addetti alle attività terziarie ed industriali commisurato ad un'area di gravitazione teorica di almeno 200 000 abitanti e che soddisfacciano poi il requisito di avere un numero di addetti alle tre funzioni centrali del commercio, credito e servizi alle imprese di almeno 320 000 abitanti. Il tutto naturalmente rapportandosi alla scala nazionale sia come addetti che come popolazione.
Vengono individuate 33 aree metropolitane, 15 delle quali sono raggruppate in 5 grandi aree consolidate attorno a Roma, Milano, Venezia, Modena-Reggio Emilia-Parma, Firenze (con Prato e Pistoia) e Napoli.
| Aree metropolitane         | Comuni | Popolazione al 12-2006 (abitanti) | Superficie (in km²) | Densità (in ab/km²) |
| -------------------------- | ------ | --------------------------------- | ------------------- | ------------------- |
| Roma                       | 86     | 4.030.948                         | 4.627               | 871                 |
| Milano-Bergamo-Varese      | 628    | 3.656.176                         | 5.712               | 1.103               |
| Napoli-Salerno-Caserta     | 162    | 3.406.617                         | 2.459               | 1.760               |
| Torino                     | 54     | 1.710.202                         | 1.347               | 786                 |
| Padova-Treviso-Venezia     | 75     | 1.404.454                         | 2.051               | 636                 |
| Firenze-Prato-Pistoia      | 36     | 1.138.238                         | 2.438               | 447                 |
| Modena-Reggio Emilia-Parma | 55     | 1.137.135                         | 2.827               | 371                 |
| Palermo                    | 27     | 1.069.754                         | 1.391               | 751                 |
| Genova                     | 34     | 840.392                           | 861                 | 965                 |
| Bari                       | 23     | 816.301                           | 1.326               | 600                 |
| Catania                    | 28     | 784.734                           | 966                 | 794                 |
| Bologna                    | 34     | 716.488                           | 1.905               | 363                 |
| Rimini-Cesena-Pesaro       | 32     | 589.875                           | 1.148               | 480                 |
| Verona                     | 27     | 552.534                           | 922                 | 560                 |
| Brescia                    | 51     | 536.634                           | 850                 | 589                 |
| Cagliari                   | 22     | 442.851                           | 1.289               | 334                 |
| Pescara                    | 18     | 357.271                           | 569                 | 587                 |
| Trieste                    | 11     | 291.806                           | 306                 | 961                 |
| Ancona                     | 16     | 283.926                           | 593                 | 460                 |
| Vicenza                    | 20     | 266.962                           | 432                 | 573                 |
| Bolzano-Merano             | 28     | 227.625                           | 751                 | 285                 |
| Udine                      | 21     | 210.389                           | 506                 | 402                 |

#### Lo studio dell'ANCI-Cittalia
Si tratta di una ricerca che prende in considerazione le aree delle città individuate da leggi varate dal parlamento italiano e dalle regioni a statuto speciale; la legge di riferimento è la 42/2009, da cui si cita: Le città metropolitane possono essere istituite, nell'ambito di una regione, nelle aree metropolitane in cui sono compresi i comuni di Torino, Milano, Venezia, Genova, Bologna, Firenze, Bari, Napoli e Reggio Calabria... (art. 23 c. 2).
Roma costituisce un'eccezione essendo a statuto speciale come Roma Capitale dello stato italiano.

#### Delimitazione anelli metropolitani (metodo MSAs)
Per la delimitazione delle due corone (primo e secondo anello) delle 15 città metropolitane è stato adottato, come base metodologica di riferimento, il metodo utilizzato negli USA dall'Office of Management and Budget che combina indicatori di densità territoriale e d'integrazione economico-funzionale (Metropolitan Statistical Areas - MSAs). Questo metodo utilizza un algoritmo di calcolo che, combinando tre fattori (processi insediativi, relazioni funzionali, performance economica), fornisce il grado di integrazione di un determinato territorio con la città. Il primo anello è quel territorio fortemente integrato con il centro o nucleo. Il secondo anello, meno integrato con il nucleo, coincide con la rimanente porzione del territorio provinciale non compresa nella prima corona metropolitana.
L'analisi del livello di integrazione delle 15 città con i relativi anelli metropolitani evidenzia quattro distinte tipologie, di seguito descritte:
- Aree metropolitane ristrette

Sono le aree metropolitane con rapida diminuzione dell'integrazione al crescere della distanza. L'integrazione diminuisce con evidenza all'aumentare della distanza dalla città. Sono queste le aree metropolitane in cui è più facile definire un primo e un secondo anello. Il primo anello, vicino alla città, è il luogo dell'integrazione forte. Il secondo anello, più lontano dalla città, interagisce debolmente con la città. Appartengono a questo tipo le aree metropolitane delle città di Bari, Bologna, Cagliari e Catania.
- Aree metropolitane allargate

Sono le aree metropolitane con lenta diminuzione dell'integrazione al crescere della distanza. L'integrazione si mantiene alta anche con l'aumentare della distanza dalla città. I confini tra primo e secondo anello, sebbene tracciabili, appaiono più sfumati. Appartengono a questo tipo le aree metropolitane delle città di Firenze, Genova, Messina, Palermo, Roma e Torino.
- Aree metropolitane integrate.

Sono le aree metropolitane con integrazione inizialmente crescente con la
distanza per poi diminuire lentamente con essa. Il fenomeno è spiegabile con la presenza di poli secondari significativi cui corrisponde un'integrazione più forte con la città. Appartengono a questo tipo le aree metropolitane delle città di Reggio Calabria e Venezia.
- Aree metropolitane estese

Sono le aree metropolitane con integrazione costante al crescere della distanza. L'integrazione si mantiene costante anche con l'aumentare della distanza dalla città. In questo caso il primo anello coincide con l'intera provincia. Appartengono a questo tipo le aree metropolitane delle città di Milano, Napoli e Trieste.
Nella seguente tabella si riassumono i limiti dei ring metropolitani e il numero di comuni che ne fanno parte:
| Core            | Limite del primo ring (Km) | Numero comuni 1º Ring | Numero comuni 2º Ring | Numero comuni Provincia |
| --------------- | -------------------------- | --------------------- | --------------------- | ----------------------- |
| Bari            | 26                         | 24                    | 16                    | 40                      |
| Bologna         | 26                         | 36                    | 23                    | 59                      |
| Cagliari        | 21                         | 16                    | 54                    | 70                      |
| Catania         | 16                         | 13                    | 44                    | 57                      |
| Firenze         | 26                         | 25                    | 18                    | 43                      |
| Genova          | 31                         | 45                    | 21                    | 66                      |
| Messina         | 31                         | 32                    | 75                    | 107                     |
| Milano          | Provincia                  | 138                   | 0                     | 138                     |
| Napoli          | Provincia                  | 91                    | 0                     | 91                      |
| Palermo         | 36                         | 37                    | 44                    | 81                      |
| Reggio Calabria | 21                         | 22                    | 74                    | 96                      |
| Roma            | 31                         | 46                    | 74                    | 120                     |
| Torino          | 31                         | 143                   | 171                   | 314                     |
| Trieste         | Provincia                  | 5                     | 0                     | 5                       |
| Venezia         | 26                         | 22                    | 21                    | 43                      |

Solo Milano, Napoli e Trieste hanno il confine del primo anello metropolitano coincidente con il confine provinciale, mentre per le altre città tale confine risulta interno alla delimitazione provinciale. Nel caso di Milano ciò è da porre in relazione all'esiguità del territorio provinciale. Nel caso di Napoli la spiegazione risiede nella stretta relazione che la città ha con la sua popolosa provincia. Per Trieste ciò è dovuto all'esiguità del territorio provinciale al cui interno ci sono solo 5 comuni più il capoluogo giuliano. Per le rimanenti aree metropolitane i confini del primo anello appaiono più ristretti, in termini sia di superficie sia di abitanti.
Nella seguente tabella si riporta la popolazione nei comuni del primo e del secondo anello metropolitano e dell'area metropolitana (coincidente con il territorio provinciale):
| Città Metropolitana | Pop.Core  | Pop.1º Ring | Pop.Area Metropolitana | Pop.2º Ring | Pop.A.M.(Provincia) |
| ------------------- | --------- | ----------- | ---------------------- | ----------- | ------------------- |
| Bari                | 315.677   | 442.890     | 758.567                | 488.682     | 1.266.379           |
| Bologna             | 374.944   | 419.305     | 794.249                | 181.926     | 1.004.323           |
| Cagliari            | 157.297   | 188.276     | 345.573                | 214.247     | 559.820             |
| Catania             | 296.469   | 241.410     | 537.879                | 547.098     | 1.084.977           |
| Firenze             | 365.659   | 431.867     | 797.526                | 187.137     | 1.012.180           |
| Genova              | 558.171   | 176.182     | 734.353                | 97.282      | 884.635             |
| Messina             | 243.381   | 178.807     | 422.188                | 232.413     | 654.601             |
| Milano              | 1.295.705 | 1.841.266   | 3.136.971              | 0           | 3.196.825           |
| Napoli              | 963.661   | 2.110.714   | 3.074.375              | 0           | 3.118.149           |
| Palermo             | 659.433   | 397.914     | 1.057.347              | 187.333     | 1.276.525           |
| Reggio Calabria     | 185.621   | 77.224      | 262.845                | 303.662     | 566.507             |
| Roma                | 2.724.347 | 887.338     | 3.611.685              | 498.350     | 4.342.046           |
| Torino              | 850.825   | 1.074.055   | 1.922.880              | 308.110     | 2.290.990           |
| Trieste             | 205.341   | 31.052      | 236.393                | 0           | 236.393             |
| Venezia             | 270.098   | 363.468     | 633.566                | 220.221     | 853.787             |

## Aree metropolitane in Africa

### Algeria
Tasso di popolazione urbana: 72% (2024). I dati sulla popolazione sono riferiti al 2024.
- Algeri: 3,316,232
- Orano: 1,261,238

### Angola
Tasso di popolazione urbana: 67% (2024). I dati sulla popolazione sono riferiti al 2024.
- Luanda: 11,672,134
- Lubango: 1,331,213
- Cabinda: 1,220,204
- Malanje: 1,052,124

### Benin
Tasso di popolazione urbana: 50%(2024). I dati sulla popolazione sono riferiti al 2024.
- Cotonou: 2,647,117

### Botswana
Tasso di popolazione urbana: 68% (2024). I dati sulla popolazione sono riferiti al 2024.
- Gaborone: 298,993

### Burkina Faso
Tasso di popolazione urbana: 35% (2024). I dati sulla popolazione sono riferiti al 2024.
- Ouagadougou: 3,616,268
- Bobo Dioulasso: 1,297,389

### Burundi
Tasso di popolazione urbana: 16% (2024). I dati sulla popolazione sono riferiti al 2024.
- Bujumbura: 1,403,419

### Capo Verde
Tasso di popolazione urbana: 69% (2024). I dati sulla popolazione sono riferiti al 2024.
- João Teves: 161,477

### Camerun
Tasso di popolazione urbana: 67% (2024). I dati sulla popolazione sono riferiti al 2024.
- Yaoundé: 5,479,204
- Douala: 4,457,862

### Repubblica Centrafricana
Tasso di popolazione urbana: 47% (2024). I dati sulla popolazione sono riferiti al 2024.
- Bangui: 1,270,414

### Ciad
Tasso di popolazione urbana: 36% (2024). I dati sulla popolazione sono riferiti al 2024.
- N'Djamena: 1,910,082

### Comore
Tasso di popolazione urbana: 33% (2024). I dati sulla popolazione sono riferiti al 2024.
- Fomboni: 236,188
- Moroni: 175,832

### Congo (Repubblica democratica)
Tasso di popolazione urbana: 43% (2024). I dati sulla popolazione sono riferiti al 2024.
- Kinshasa: 12,945,683
- Kasai: 3,596,107
- Lubumbashi: 2,907,724
- Beni: 1,872,705
- Kanaga: 1,538,649
- Tshikapa: 1,074,735

### Congo (Repubblica)
Tasso di popolazione urbana: 69% (2024). I dati sulla popolazione sono riferiti al 2024.
- Brazzaville : 3,190,743

### Gibuti
Tasso di popolazione urbana: 83% (2024). I dati sulla popolazione sono riferiti al 2024.
- Gibuti: 735,132

### Egitto
Tasso di popolazione urbana: 51% (2024). I dati sulla popolazione sono riferiti al 2024.
| Nome               | Popolazione |
| ------------------ | ----------- |
| Il Cairo           | 20,035,086  |
| Alessandria        | 5,532,976   |
| Al Fayyum          | 1,369,514   |
| Luxor              | 1,263,645   |
| Mansura            | 1,073,697   |
| Asyut              | 983,785     |
| Sawhaj             | 978,161     |
| Zagazig            | 924,760     |
| Girga              | 873,425     |
| Damietta           | 847,229     |
| Al Mahallah        | 835,072     |
| Tanta              | 779,681     |
| Porto Said         | 646,209     |
| Al Qurayn          | 633,194     |
| Ismailia           | 599,110     |
| Banha              | 594,814     |
| Minya              | 572,386     |
| Suez               | 499,891     |
| Beni Suef          | 479,649     |
| Al Qusiyah         | 474,894     |
| Qus                | 470,911     |
| Damanhur           | 444,065     |
| Al Balyana         | 442,816     |
| Mit Ghamr          | 441,800     |
| Tuh                | 425,706     |
| Shebin el Kom      | 419,348     |
| Mallawi            | 411,534     |
| Manfalut           | 388,756     |
| Tima               | 357,977     |
| Assuan             | 329,229     |
| Farshut            | 327,342     |
| Abu Al Juhur       | 312,990     |
| Faqus              | 305,082     |
| Al Matariyah       | 293,641     |
| Kafr Ashshaykh     | 286,873     |
| Tuwah Bani Ibrahim | 282,110     |
| Al Maraghah        | 276,323     |
| Disuq              | 263,931     |
| Al Ismailiyah      | 261,107     |
| Kafr Az Zayyat     | 249,716     |
| Ashmun             | 240,116     |
| Minuf              | 230,547     |
| Quwaysina          | 227,213     |
| Tahta              | 224,338     |
| Tala               | 215,128     |
| Qina               | 208,319     |
| Armant             | 206,411     |
| Fuwah              | 203,506     |
| Rasid              | 199,755     |
| Minyat Al Qamb     | 193,935     |
| Akhmim             | 191,684     |
| Zawiyat Barmasha   | 191,065     |
| Samalut            | 176,978     |
| Jirzah             | 175,687     |
| Marsha Matruh      | 170,798     |
| As Sinbillawayn    | 170,695     |
| Al Wasitah         | 170,140     |
| Sirsal Layyanah    | 165,983     |
| 7th October City   | 163,097     |
| Juhanyah           | 160,046     |
| Bani Mazar         | 148,488     |
| Maghaghah          | 148,200     |
| Shirbin            | 145,612     |
| Abu Kabir          | 141,947     |
| As Saff            | 134,766     |
| Kafr Al Haddadin   | 131,937     |
| Al Badari          | 130,359     |
| Abu Qurqas         | 127,764     |
| Al Ayat            | 126,244     |
| Mit as Siraj       | 124,611     |
| Isna               | 124,582     |
| Abu Tij            | 122,602     |
| Idku               | 114,896     |
| Kafr Al Wasushah   | 113,797     |
| Qusayr Bakhanis    | 112,927     |
| Ityayal Barud      | 111,355     |
| Abnub              | 110,639     |
| Nawaj              | 109,113     |
| Al Anayim          | 108,623     |
| Al Ghanayim        | 107,890     |
| Diyarb Najm        | 105,659     |
| Salwa Qibli        | 101,726     |

### Guinea Equatoriale
Tasso di popolazione urbana: 45% (2024). I dati sulla popolazione sono riferiti al 2024.
- Bata: 789,800

### Eritrea
Tasso di popolazione urbana: 28% (2024). I dati sulla popolazione sono riferiti al 2024.
- Asmara: 251,980

### Eswatini
Tasso di popolazione urbana: 28% (2024). I dati sulla popolazione sono riferiti al 2024.
- Manzini: 103,406

### Etiopia
Tasso di popolazione urbana: 22% (2024). I dati sulla popolazione sono riferiti al 2024.
- Addis Abeba: 7,280,463

### Gabon
Tasso di popolazione urbana: 89% (2024). I dati sulla popolazione sono riferiti al 2024.
- Libreville: 917,056

### Gambia
Tasso di popolazione urbana: 42%(2024). I dati sulla popolazione sono riferiti al 2024.
- Serekunda: 1,313,465

### Ghana
Tasso di popolazione urbana: 59% (2024). I dati sulla popolazione sono riferiti al 2024.
- Accra: 5,890,466
- Kumasi: 4,923,115
- Takoradi: 1,255,809

### Guinea
Tasso di popolazione urbana: 43% (2024). I dati sulla popolazione sono riferiti al 2024.
- Coyah: 2,991,111

### Guinea Bissau
Tasso di popolazione urbana: 38% (2024). I dati sulla popolazione sono riferiti al 2024.
- Bissau: 674,444

### Costa d'Avorio
Tasso di popolazione urbana: 59% (2024). I dati sulla popolazione sono riferiti al 2024.
- Abidjan: 6,450,316
- Yamoussoukro: 227,859

### Kenya
Tasso di popolazione urbana: 29% (2024). I dati sulla popolazione sono riferiti al 2024.
- Nairobi: 6,646,257
- Mombasa: 1,617,739

### Lesotho
Tasso di popolazione urbana: 36% (2024). I dati sulla popolazione sono riferiti al 2024.
- Maseru: 296,516

### Liberia
Tasso di popolazione urbana: 56% (2024). I dati sulla popolazione sono riferiti al 2024.
- Monrovia: 2,049,818

### Libia
Tasso di popolazione urbana: 83% (2024). I dati sulla popolazione sono riferiti al 2024.
- Tripoli: 1,248,354

### Madagascar
Tasso di popolazione urbana: 38% (2024). I dati sulla popolazione sono riferiti al 2024.
- Antananarivo: 4,255,254

### Malawi
Tasso di popolazione urbana: 25% (2024). I dati sulla popolazione sono riferiti al 2024.
- Lilongwe: 1,018,798

### Mali
Tasso di popolazione urbana: 45% (2024). I dati sulla popolazione sono riferiti al 2024.
- Bamako: 3,960,563

### Mauritania
Tasso di popolazione urbana: 49% (2024). I dati sulla popolazione sono riferiti al 2024.
- Nouakchott: 1,625,384

### Mauritius
Tasso di popolazione urbana: 50% (2024). I dati sulla popolazione sono riferiti al 2024.
- Port Louis: 557,431

### Marocco
Tasso di popolazione urbana: 66% (2024). I dati sulla popolazione sono riferiti al 2024.
- Casablanca: 4,577,677
- Rabat: 2,094,221
- Fez: 1,434,235
- Tangeri: 1,300,223
- Marrakesh: 1,152,691

### Mozambico
Tasso di popolazione urbana: 45% (2024). I dati sulla popolazione sono riferiti al 2024.
- Maputo: 3,533,370
- Nampula: 1,028,776

### Namibia
Tasso di popolazione urbana: 46% (2024). I dati sulla popolazione sono riferiti al 2024.
- Windhoek: 417,842

### Niger
Tasso di popolazione urbana: 23% (2024). I dati sulla popolazione sono riferiti al 2024.
- Niamey: 1,600,656

### Nigeria
Tasso di popolazione urbana: 58% (2024). I dati sulla popolazione sono riferiti al 2024.
- Lagos: 12,846,045
- Onitsha: 5,788,296
- Kano: 5,110,616
- Ibadan: 4,043,955
- Owerri: 3,594,823
- Port Harcourt: 2,623,780
- Kaduna: 1,937,932
- Benin City: 1,912,370
- Warri: 1,617,739
- Uyo: 1,606,054
- Aba: 1,472,091
- Ilorin: 1,359,617
- Abuja: 1,322,229
- Maiduguri: 1,293,406
- Aboh: 1,282,172
- Enugu: 1,086,434
- Okene: 1,036,027

### Ruanda
Tasso di popolazione urbana: 25% (2024). I dati sulla popolazione sono riferiti al 2024.
- Kigali: 1,621,760

### São Tomé e Príncipe
Tasso di popolazione urbana: 71% (2024). I dati sulla popolazione sono riferiti al 2024.
- São Tomé: 154,878

### Senegal
Tasso di popolazione urbana: 51% (2024). I dati sulla popolazione sono riferiti al 2024.
- Dakar: 3,970,202
- Touba: 1,170,259

### Sierra Leone
Tasso di popolazione urbana: 46% (2024). I dati sulla popolazione sono riferiti al 2024.
- Freetown: 2,150,533

### Somalia
Tasso di popolazione urbana: 45% (2024). I dati sulla popolazione sono riferiti al 2024.
- Mogadiscio: 4,798,453
- Hargheisa (Somaliland): 1,500,449

### Sudafrica
Tasso di popolazione urbana: 69% (2024). I dati sulla popolazione sono riferiti al 2024.
- Johannesburg: 8,592,843
- Città del Capo: 4,338,251
- Durban: 3,270,868
- Pretoria: 1,826,232
- Soshanguve: 1,463,579

### Sudan
Tasso di popolazione urbana: 48% (2024). I dati sulla popolazione sono riferiti al 2024.
- Khartoum: 7,114,749
- Nyala: 1,038,790

### Sudan del Sud
I dati sulla popolazione sono riferiti al 2024.
- Giuba: 296,087

### Tanzania
Tasso di popolazione urbana: 34% (2024). I dati sulla popolazione sono riferiti al 2024.
- Dar es Salaam: 8,918,525
- Zanzibar: 1,026,755

### Togo
Tasso di popolazione urbana: 52% (2024). I dati sulla popolazione sono riferiti al 2024.
- Lomé: 2,498,074

### Tunisia
Tasso di popolazione urbana: 72% (2024). I dati sulla popolazione sono riferiti al 2024.
- Tunisi: 2,790,169

### Uganda
Tasso di popolazione urbana: 19% (2024). I dati sulla popolazione sono riferiti al 2024.
- Kampala: 5,177,898

### Zambia
Tasso di popolazione urbana: 44% (2024). I dati sulla popolazione sono riferiti al 2024.
- Lusaka: 3,658,064

### Zimbabwe
Tasso di popolazione urbana: 46% (2024). I dati sulla popolazione sono riferiti al 2024.
- Harare: 2,076,037

## Aree metropolitane in Asia

### Afghanistan
Tasso di popolazione urbana: 29% (2024). I dati sulla popolazione sono riferiti al 2024.
| Nome           | Popolazione |
| -------------- | ----------- |
| Kabul          | 6,254,679   |
| Herat          | 1,489,156   |
| Kandahar       | 872,755     |
| Mazar-i Sharif | 465,528     |
| Jalalabad      | 417,828     |
| Puli Khumri    | 214,258     |
| Lashkar Gah    | 207,569     |
| Qunduz         | 190,793     |
| Charikar       | 177,152     |
| Taloqan        | 162,418     |
| Sibargan       | 131,716     |
| Farah          | 122,843     |

### Armenia
Tasso di popolazione urbana: 70% (2024). I dati sulla popolazione sono riferiti al 2024.
- Erevan: 1,027,656
- Gyumri: 105,161

### Azerbaijan
Tasso di popolazione urbana: 60% (2024). I dati sulla popolazione sono riferiti al 2024.
- Baku: 1,973,054
- Sumqayıt: 637,053
- Gəncə: 344,734
- Mingəçevir: 124,961
- Naxçıvan: 123,266
- Lankaran: 113,449

### Bahrain
Tasso di popolazione urbana: 80% (2024). I dati sulla popolazione sono riferiti al 2024.
- Manama: 1,361,833

### Bangladesh
Tasso di popolazione urbana: 36% (2024). I dati sulla popolazione sono riferiti al 2024.
- Dacca: 37,307,160

### Brunei
Tasso di popolazione urbana: 45% (2024). I dati sulla popolazione sono riferiti al 2024.
- Bandar Seri Begawan: 149,321

### Cambogia
Tasso di popolazione urbana: 26% (2024). I dati sulla popolazione sono riferiti al 2024.
- Phnom Penh: 2,419,131
- Siem Reap: 315,248
- Battambang: 129,058

### Cina
Tasso di popolazione urbana: 57% (2024). I dati sulla popolazione sono riferiti al 2024.
| Nome | Provincia/Regione autonoma/Municipalità/SAR | Popolazione |
| --- | ------------------------------------------- | ----------- |
| Neijiang | Heilongjiang                                | 140,203     |
| Beian | Heilongjiang                                | 106,291     |
| Hulanergi | Heilongjiang                                | 180,724     |
| Qiqihar | Heilongjiang                                | 880,401     |
| Hailun | Heilongjiang                                | 131,625     |
| Suileng | Heilongjiang                                | 118,062     |
| Hegang | Heilongjiang                                | 526,931     |
| Fujin | Heilongjiang                                | 136,235     |
| Shuangyashan | Heilongjiang                                | 210,959     |
| Jiamusi | Heilongjiang                                | 660,888     |
| Suihua | Heilongjiang                                | 248,077     |
| Daqing | Heilongjiang                                | 1,049,903   |
| Zhaodong | Heilongjiang                                | 272,080     |
| Qitaihe | Heilongjiang                                | 458,945     |
| Mishan | Heilongjiang                                | 107,631     |
| Jixi | Heilongjiang                                | 507,651     |
| Harbin | Heilongjiang                                | 4,441,336   |
| Acheng | Heilongjiang                                | 243,479     |
| Shuangcheng | Heilongjiang                                | 186,835     |
| Shangzhi | Heilongjiang                                | 116,851     |
| Wuchang | Heilongjiang                                | 134,640     |
| Mudanjiang | Heilongjiang                                | 760,143     |
| Suifenhe | Heilongjiang                                | 107,582     |
| Baicheng | Jilin                                       | 288,896     |
| Taonan | Jilin                                       | 122,973     |
| Daan | Jilin                                       | 134,202     |
| Fuyu | Jilin                                       | 487,550     |
| Yushu | Jilin                                       | 189,349     |
| Shulan | Jilin                                       | 200,866     |
| Dehui | Jilin                                       | 152,930     |
| Jiutai | Jilin                                       | 127,023     |
| Changchun | Jilin                                       | 3,424,261   |
| Gongzhuling | Jilin                                       | 188,002     |
| Siping | Jilin                                       | 494,103     |
| Shuangyang | Jilin                                       | 106,312     |
| Jilin | Jilin                                       | 1,501,500   |
| Jiaohe | Jilin                                       | 137,749     |
| Dunhua | Jilin                                       | 221,907     |
| Liaoyuan | Jilin                                       | 374,651     |
| Huadian | Jilin                                       | 134,283     |
| Huinan | Jilin                                       | 105,818     |
| Meihekou | Jilin                                       | 238,275     |
| Tonghua | Jilin                                       | 313,603     |
| Jian | Jilin                                       | 174,362     |
| Baishan | Jilin                                       | 273,627     |
| Linjiang | Jilin                                       | 109,941     |
| Changbai | Jilin                                       | 228,143     |
| Yanji | Jilin                                       | 469,217     |
| Tumen | Jilin                                       | 104,826     |
| Hunchun | Jilin                                       | 128,152     |
| Kaiyuan | Liaoning                                    | 239,064     |
| Tiefa | Liaoning                                    | 142,100     |
| Zhangwu | Liaoning                                    | 140,185     |
| Tieling | Liaoning                                    | 194,020     |
| Xinmin | Liaoning                                    | 163,541     |
| Shenyang (Shenyang + Fushun) | Liaoning                                    | 6,718,611   |
| Fuxin | Liaoning                                    | 677,455     |
| Heishan | Liaoning                                    | 128,639     |
| Jinzhou (Jinzhou + Linghai) | Liaoning                                    | 947,725     |
| Huludao | Liaoning                                    | 514,586     |
| Xingcheng | Liaoning                                    | 143,237     |
| Panjin | Liaoning                                    | 698,676     |
| Benxi | Liaoning                                    | 843,798     |
| Anshan (Anshan + Liaoyang) | Liaoning                                    | 2,145,857   |
| Haicheng | Liaoning                                    | 374,899     |
| Dashiqiao | Liaoning                                    | 299,100     |
| Yingkou | Liaoning                                    | 492,161     |
| Bayuquan | Liaoning                                    | 395,999     |
| Gaizhou | Liaoning                                    | 197,547     |
| Kuandian | Liaoning                                    | 100,814     |
| Fengcheng | Liaoning                                    | 115,312     |
| Xiuyan | Liaoning                                    | 106,650     |
| Dandong | Liaoning                                    | 1,007,051   |
| Donggang | Liaoning                                    | 105,309     |
| Zhuanghe | Liaoning                                    | 136,269     |
| Wafangdian | Liaoning                                    | 279,945     |
| Pulandian | Liaoning                                    | 122,811     |
| Dalian | Liaoning                                    | 3,511,057   |
| Beipiao | Liaoning                                    | 122,527     |
| Chaoyang | Liaoning                                    | 474,460     |
| Lingyuan | Liaoning                                    | 176,317     |
| Bayannur | Mongolia Interna                            | 304,036     |
| Dongsheng | Mongolia Interna                            | 424,966     |
| Baotou | Mongolia Interna                            | 2,171,436   |
| Hohhot | Mongolia Interna                            | 1,881,076   |
| Ulanqab | Mongolia Interna                            | 273,520     |
| Pingzhuang | Mongolia Interna                            | 100,561     |
| Chifeng | Mongolia Interna                            | 628,633     |
| Xilin Gol | Mongolia Interna                            | 161,465     |
| Tongliao | Mongolia Interna                            | 527,049     |
| Xing'an | Mongolia Interna                            | 217,420     |
| Zalantun | Mongolia Interna                            | 116,426     |
| Yakeshi | Mongolia Interna                            | 132,936     |
| Hulunbuir | Mongolia Interna                            | 209,890     |
| Jagdaqi | Mongolia Interna                            | 123,405     |
| Manzhouli | Mongolia Interna                            | 103,618     |
| Datong | Shanxi                                      | 1,571,547   |
| Huairen | Shanxi                                      | 169,525     |
| Hunyuan | Shanxi                                      | 106,479     |
| Shuozhou | Shanxi                                      | 324,877     |
| Yuanping | Shanxi                                      | 126,746     |
| Xinzhou | Shanxi                                      | 229,257     |
| Xingxian | Shanxi                                      | 115,918     |
| Yangquan | Shanxi                                      | 580,875     |
| Taiyuan (Taiyuan + Jinzhong) | Shanxi                                      | 4,777,282   |
| Gujiao | Shanxi                                      | 172,353     |
| Jiaocheng | Shanxi                                      | 241,649     |
| Wenshui | Shanxi                                      | 118,494     |
| Pingyao | Shanxi                                      | 177,193     |
| Fenyang | Shanxi                                      | 126,193     |
| Xiaoyi | Shanxi                                      | 165,448     |
| Jiexiu | Shanxi                                      | 159,368     |
| Lüliang | Shanxi                                      | 554,109     |
| Liulin | Shanxi                                      | 141,684     |
| Huozhou | Shanxi                                      | 134,636     |
| Hongdong | Shanxi                                      | 110,831     |
| Linfen | Shanxi                                      | 1,090,241   |
| Lucheng | Shanxi                                      | 103,558     |
| Changzhi | Shanxi                                      | 727,719     |
| Gaoping | Shanxi                                      | 350,483     |
| Jincheng | Shanxi                                      | 921,145     |
| Yangcheng | Shanxi                                      | 109,782     |
| Houma | Shanxi                                      | 319,376     |
| Yongji | Shanxi                                      | 151,148     |
| Yuncheng | Shanxi                                      | 687,353     |
| Baode | Shanxi                                      | 170,408     |
| Shenmu | Shaanxi                                     | 274,814     |
| Yulin | Shaanxi                                     | 510,159     |
| Jingbian | Shaanxi                                     | 138,912     |
| Yanan | Shaanxi                                     | 475,071     |
| Hancheng | Shaanxi                                     | 224,048     |
| Chengcheng | Shaanxi                                     | 100,864     |
| Chengguan | Shaanxi                                     | 197,762     |
| Tongchuan | Shaanxi                                     | 130,607     |
| Hangkongjidi | Shaanxi                                     | 126,962     |
| Weinan | Shaanxi                                     | 273,989     |
| Conurbazione del Guanzhong (Xian + Xianyang + Xingping)                                                                                         | Shaanxi                                     | 7,390,637   |
| Baoji | Shaanxi                                     | 773,901     |
| Shangluo | Shaanxi                                     | 110,703     |
| Ankang | Shaanxi                                     | 807,066     |
| Hanzhong | Shaanxi                                     | 371,212     |
| Mianxian | Shaanxi                                     | 131,027     |
| Tianshui | Gansu                                       | 735,294     |
| Gangu | Gansu                                       | 145,758     |
| Longxi | Gansu                                       | 141,596     |
| Pingliang | Gansu                                       | 461,066     |
| Qingyang | Gansu                                       | 201,936     |
| Linxia | Gansu                                       | 229,343     |
| Lintao | Gansu                                       | 110,642     |
| Dingxi | Gansu                                       | 110,323     |
| Baiyin | Gansu                                       | 222,677     |
| Lanzhou | Gansu                                       | 2,799,977   |
| Wuwei | Gansu                                       | 128,072     |
| Jinchang | Gansu                                       | 144,055     |
| Zhangye | Gansu                                       | 198,224     |
| Jiuquan | Gansu                                       | 181,625     |
| Jiayuguan | Gansu                                       | 199,681     |
| Cizhou | Hebei                                       | 131,025     |
| Fengfeng | Hebei                                       | 246,068     |
| Linzhang | Hebei                                       | 143,050     |
| Handan | Hebei                                       | 2,099,937   |
| Wu'an | Hebei                                       | 185,361     |
| Liuying | Hebei                                       | 371,474     |
| Xingtai | Hebei                                       | 775,750     |
| Wanggongzhuang | Hebei                                       | 116,470     |
| Fenghuang | Hebei                                       | 125,190     |
| Zhaozhou | Hebei                                       | 120,149     |
| Hengshui | Hebei                                       | 348,778     |
| Shijiazhuang | Hebei                                       | 3,271,840   |
| Xinle | Hebei                                       | 115,941     |
| Gaocheng | Hebei                                       | 134,899     |
| Jinzhou | Hebei                                       | 122,665     |
| Xinji | Hebei                                       | 203,404     |
| Dingzhou | Hebei                                       | 241,199     |
| Botou | Hebei                                       | 181,728     |
| Cangzhou | Hebei                                       | 635,841     |
| Baoding | Hebei                                       | 1,251,379   |
| Mancheng | Hebei                                       | 122,317     |
| Ansu | Hebei                                       | 168,502     |
| Hejian | Hebei                                       | 103,189     |
| Renqiu | Hebei                                       | 180,982     |
| Gaobeidian | Hebei                                       | 247,926     |
| Zhuozhou | Hebei                                       | 199,207     |
| Baigou | Hebei                                       | 136,371     |
| Bazhou | Hebei                                       | 105,714     |
| Tangerli | Hebei                                       | 131,167     |
| Gu'an | Hebei                                       | 122,927     |
| Jinghai | Tientsin + Hebei                            | 190,044     |
| Tientsin | Tientsin + Hebei                            | 10,495,062  |
| Baodi | Tientsin + Hebei                            | 266,910     |
| Pechino | Pechino + Hebei                             | 21,031,565  |
| Langfang | Hebei                                       | 490,411     |
| Qianwang | Hebei                                       | 102,006     |
| Jixian | Hebei                                       | 164,804     |
| Yutian | Hebei                                       | 132,031     |
| Xuanhua | Hebei                                       | 334,936     |
| Zhangjiakou | Hebei                                       | 638,613     |
| Tangshan | Hebei                                       | 3,432,141   |
| Zunhua | Hebei                                       | 162,409     |
| Changli | Hebei                                       | 126,078     |
| Qinhuangdao | Hebei                                       | 727,667     |
| Chengde | Hebei                                       | 241,385     |
| Xinyang | Henan                                       | 399,077     |
| Huangchuan | Henan                                       | 170,282     |
| Xixian | Henan                                       | 113,279     |
| Gushi | Henan                                       | 220,275     |
| Dengzhou | Henan                                       | 1,095,052   |
| Tanghe | Henan                                       | 230,454     |
| Nanyang | Henan                                       | 768,610     |
| Zhenping | Henan                                       | 156,472     |
| Xichuan | Henan                                       | 127,044     |
| Huiche | Henan                                       | 110,130     |
| Zhumadian | Henan                                       | 405,959     |
| Shangcai | Henan                                       | 199,931     |
| Xiping | Henan                                       | 121,920     |
| Luohe | Henan                                       | 1,183,149   |
| Xiangcheng | Henan                                       | 257,291     |
| Shenqiu | Henan                                       | 114,048     |
| Lingbao | Henan                                       | 173,956     |
| Sanmenxia | Henan                                       | 288,771     |
| Liuquan | Henan                                       | 105,748     |
| Yichuan | Henan                                       | 145,126     |
| Huiguozhen | Henan                                       | 184,149     |
| Mengzhou | Henan                                       | 122,479     |
| Dengfeng | Henan                                       | 121,845     |
| Ruzhou | Henan                                       | 190,383     |
| Zhangdian | Henan                                       | 101,065     |
| Pingdingshan | Henan                                       | 703,405     |
| Anliang | Henan                                       | 104,351     |
| Linying | Henan                                       | 187,946     |
| Xuchang (Xuchang + Changge) | Henan                                       | 1,821,624   |
| Yuzhou | Henan                                       | 245,470     |
| Conurbazione del Fiume Giallo (Zhengzhou + Luoyang + Kaifeng + Yanshi + Gongyi + Xingyang + Xinzheng)                                           | Henan                                       | 10,395,361  |
| Zhoukou | Henan                                       | 392,625     |
| Huaiyang | Henan                                       | 140,625     |
| Dancheng | Henan                                       | 112,306     |
| Shangqiu | Henan                                       | 779,507     |
| Xinmi | Henan                                       | 277,556     |
| Laiji | Henan                                       | 100,132     |
| Yongcheng | Henan                                       | 334,148     |
| Jiyuan | Henan                                       | 405,860     |
| Jiaozuo (Jiaozuo + Bo'ai) | Henan                                       | 1,072,637   |
| Huizian | Henan                                       | 167,118     |
| Xinxiang | Henan                                       | 870,741     |
| Changyuan | Henan                                       | 212,986     |
| Huaxian | Henan                                       | 174,470     |
| Puyang | Henan                                       | 871,559     |
| Hebi | Henan                                       | 238,324     |
| Huixian | Henan                                       | 167,118     |
| Linzhou | Henan                                       | 133,999     |
| Anyang (Anyang + Qugou) | Henan                                       | 1,942,838   |
| Wuxue | Hubei                                       | 199,876     |
| Huangshi | Hubei                                       | 753,021     |
| Qichun | Hubei                                       | 103,945     |
| Xishui | Hubei                                       | 132,231     |
| Ezhou | Hubei                                       | 583,820     |
| Xianning | Hubei                                       | 276,077     |
| Chibi | Hubei                                       | 171,579     |
| Xinzhou | Hubei                                       | 128,392     |
| Macheng | Hubei                                       | 136,894     |
| Baiyun | Hubei                                       | 123,715     |
| Jianli | Hubei                                       | 143,632     |
| Gong'an | Hubei                                       | 123,573     |
| Jingzhou | Hubei                                       | 625,685     |
| Zhijiang | Hubei                                       | 102,589     |
| Yichang | Hubei                                       | 1,573,289   |
| Dangyang | Hubei                                       | 123,328     |
| Jingmen | Hubei                                       | 272,753     |
| Qianjiang | Hubei                                       | 111,193     |
| Tianmen | Hubei                                       | 402,718     |
| Xiantao | Hubei                                       | 278,585     |
| Xinshi | Hubei                                       | 127,046     |
| Zhongxiang | Hubei                                       | 157,863     |
| Yingcheng | Hubei                                       | 145,101     |
| Yunmeng | Hubei                                       | 120,504     |
| Xiaogan | Hubei                                       | 812,534     |
| Wuhan | Hubei                                       | 9,545,897   |
| Anlu | Hubei                                       | 341,145     |
| Hongan | Hubei                                       | 122,136     |
| Dawu | Hubei                                       | 101,366     |
| Guangshui | Hubei                                       | 101,503     |
| Suizhou | Hubei                                       | 249,979     |
| Yicheng | Hubei                                       | 109,507     |
| Zaoyang | Hubei                                       | 155,165     |
| Nanzhang | Hubei                                       | 104,919     |
| Xiangyang | Hubei                                       | 938,344     |
| Guicheng | Hubei                                       | 115,583     |
| Laohekou | Hubei                                       | 128,897     |
| Danjiangkou | Hubei                                       | 129,251     |
| Shiyan | Hubei                                       | 1,129,747   |
| Yunyang | Hubei                                       | 130,833     |
| Enshi | Hubei                                       | 625,489     |
| Yueyang | Hunan                                       | 950,526     |
| Miluo | Hunan                                       | 402,574     |
| Xiangyin | Hunan                                       | 194,007     |
| Huarong | Hunan                                       | 106,915     |
| Nan | Hunan                                       | 158,592     |
| Anxiang | Hunan                                       | 110,094     |
| Lixian | Hunan                                       | 315,625     |
| Shimen | Hunan                                       | 103,504     |
| Longshan | Hunan                                       | 159,523     |
| Zhangjiajie | Hunan                                       | 163,528     |
| Changde | Hunan                                       | 603,681     |
| Yuanjiang | Hunan                                       | 142,778     |
| Jishou | Hunan                                       | 190,543     |
| Yuanling | Hunan                                       | 114,031     |
| Yiyang | Hunan                                       | 771,016     |
| Taojiang | Hunan                                       | 135,408     |
| Ningxiang | Hunan                                       | 155,813     |
| Changsha | Hunan                                       | 3,380,740   |
| Liuyang | Hunan                                       | 456,892     |
| Xiangtan | Hunan                                       | 838,270     |
| Zhuzhou | Hunan                                       | 1,005,568   |
| Xupu | Hunan                                       | 107,896     |
| Huaihua | Hunan                                       | 936,823     |
| Lengshuijiang | Hunan                                       | 404,868     |
| Lianyuan | Hunan                                       | 177,881     |
| Loudi | Hunan                                       | 686,965     |
| Xiangxiang | Hunan                                       | 149,319     |
| Pukou | Hunan                                       | 324,816     |
| Liling | Hunan                                       | 622,255     |
| Shaoyang | Hunan                                       | 480,290     |
| Shaodong | Hunan                                       | 173,054     |
| Wugang | Hunan                                       | 142,477     |
| Hengyang | Hunan                                       | 929,728     |
| Qidong | Hunan                                       | 179,333     |
| Qiyang | Hunan                                       | 141,686     |
| Yongzhou | Hunan                                       | 416,168     |
| Lingling | Hunan                                       | 139,587     |
| Changning | Hunan                                       | 124,681     |
| Leiyang | Hunan                                       | 882,594     |
| Chaling | Hunan                                       | 101,513     |
| Guiyang | Hunan                                       | 129,943     |
| Chenzhou | Hunan                                       | 617,070     |
| Zixing | Hunan                                       | 235,332     |
| Linyi | Shandong                                    | 1,555,397   |
| Tancheng | Shandong                                    | 131,990     |
| Lanling | Shandong                                    | 215,497     |
| Linshu | Shandong                                    | 136,833     |
| Shizhong | Shandong                                    | 444,791     |
| Zaozhuang | Shandong                                    | 200,465     |
| Tengzhou | Shandong                                    | 1,465,842   |
| Shanxian | Shandong                                    | 236,142     |
| Chengwu | Shandong                                    | 101,262     |
| Caoxian | Shandong                                    | 209,734     |
| Heze | Shandong                                    | 450,572     |
| Yuncheng | Shandong                                    | 147,831     |
| Quanpu | Shandong                                    | 103,692     |
| Liangshan | Shandong                                    | 104,524     |
| Jining (Jining + Jiaxiang) | Shandong                                    | 1,040,480   |
| Gulou | Shandong                                    | 235,458     |
| Qufu | Shandong                                    | 243,583     |
| Ningyang | Shandong                                    | 111,143     |
| Zoucheng | Shandong                                    | 462,609     |
| Feixian | Shandong                                    | 159,717     |
| Pingyi | Shandong                                    | 169,009     |
| Junan | Shandong                                    | 128,930     |
| Lanshan | Shandong                                    | 104,411     |
| Rizhao | Shandong                                    | 459,144     |
| Yinan | Shandong                                    | 140,795     |
| Juxian | Shandong                                    | 192,648     |
| Yishui | Shandong                                    | 226,795     |
| Wulian | Shandong                                    | 129,400     |
| Zhucheng | Shandong                                    | 759,969     |
| Mengyin | Shandong                                    | 133,832     |
| Xintai | Shandong                                    | 236,800     |
| Gangcheng | Shandong                                    | 198,461     |
| Laiwu | Shandong                                    | 369,299     |
| Yiyuan | Shandong                                    | 151,457     |
| Tai'an | Shandong                                    | 707,595     |
| Feicheng | Shandong                                    | 244,686     |
| Shenxian | Shandong                                    | 111,749     |
| Yanggu | Shandong                                    | 165,380     |
| Liaocheng | Shandong                                    | 530,299     |
| Chiping | Shandong                                    | 167,049     |
| Gaotang | Shandong                                    | 108,889     |
| Xiajin | Shandong                                    | 127,923     |
| Linqing | Shandong                                    | 282,112     |
| Dezhou | Shandong                                    | 459,282     |
| Lingcheng | Shandong                                    | 133,590     |
| Laoling | Shandong                                    | 139,848     |
| Binzhou | Shandong                                    | 696,958     |
| Dongying | Shandong                                    | 772,917     |
| Boxing | Shandong                                    | 145,414     |
| Yucheng | Shandong                                    | 114,562     |
| Qihe | Shandong                                    | 121,109     |
| Jinan | Shandong                                    | 3,824,875   |
| Zhangqiu | Shandong                                    | 310,417     |
| Zouping | Shandong                                    | 233,401     |
| Zhoucun | Shandong                                    | 235,870     |
| Zibo | Shandong                                    | 1,680,283   |
| Huantai | Shandong                                    | 127,346     |
| Linzi | Shandong                                    | 311,247     |
| Qingzhou | Shandong                                    | 338,584     |
| Linqu | Shandong                                    | 280,463     |
| Shouguang | Shandong                                    | 350,722     |
| Weifang | Shandong                                    | 961,428     |
| Anqiu | Shandong                                    | 784,572     |
| Changyi | Shandong                                    | 400,490     |
| Gaomi | Shandong                                    | 599,934     |
| Jiaozhou | Shandong                                    | 472,800     |
| Qingdao | Shandong                                    | 4,654,400   |
| Pingdu | Shandong                                    | 285,946     |
| Laizhou | Shandong                                    | 279,120     |
| Laixi | Shandong                                    | 206,310     |
| Laiyang | Shandong                                    | 265,847     |
| Zhaoyuan | Shandong                                    | 149,782     |
| Longgang | Shandong                                    | 114,398     |
| Xinjia | Shandong                                    | 167,514     |
| Zijingshan | Shandong                                    | 110,486     |
| Dongcun | Shandong                                    | 129,215     |
| Rushan | Shandong                                    | 183,404     |
| Wendeng | Shandong                                    | 224,206     |
| Rongcheng | Shandong                                    | 174,923     |
| Weihai | Shandong                                    | 595,386     |
| Muping | Shandong                                    | 181,201     |
| Yantai | Shandong                                    | 861,617     |
| Guanqiaocun | Jiangsu                                     | 171,335     |
| Shengze | Jiangsu                                     | 397,791     |
| Weitang | Jiangsu                                     | 323,164     |
| Yixing | Jiangsu                                     | 507,299     |
| Liyang | Jiangsu                                     | 258,046     |
| Chunxi | Jiangsu                                     | 148,414     |
| Honglan | Jiangsu                                     | 157,094     |
| Jurong | Jiangsu                                     | 212,225     |
| Nanchino | Jiangsu                                     | 8,061,029   |
| Yizheng | Jiangsu                                     | 193,319     |
| Zhenjiang | Jiangsu                                     | 750,237     |
| Danyang | Jiangsu                                     | 327,309     |
| Jintan | Jiangsu                                     | 254,626     |
| Yangzhou | Jiangsu                                     | 1,115,549   |
| Jiepai | Jiangsu                                     | 104,714     |
| Yangzhong | Jiangsu                                     | 248,444     |
| Taixing | Jiangsu                                     | 250,658     |
| Taizhou | Jiangsu                                     | 462,307     |
| Jiangyan | Jiangsu                                     | 253,327     |
| Huangqiao | Jiangsu                                     | 132,148     |
| Hai'an | Jiangsu                                     | 255,199     |
| Rugao | Jiangsu                                     | 176,577     |
| Nantong | Jiangsu                                     | 3,061,741   |
| Juegang | Jiangsu                                     | 151,848     |
| Lüsi | Jiangsu                                     | 112,386     |
| Qidong | Jiangsu                                     | 233,887     |
| Gaoyou | Jiangsu                                     | 205,864     |
| Xinghua | Jiangsu                                     | 231,774     |
| Zhongyaoba | Jiangsu                                     | 134,581     |
| Dongtai | Jiangsu                                     | 272,911     |
| Dafeng | Jiangsu                                     | 151,776     |
| Yancheng | Jiangsu                                     | 1,211,454   |
| Xucheng | Jiangsu                                     | 112,431     |
| Qingyang | Jiangsu                                     | 200,896     |
| Baoying | Jiangsu                                     | 240,818     |
| Jianhu | Jiangsu                                     | 270,944     |
| Honggang | Jiangsu                                     | 108,059     |
| Huai'an | Jiangsu                                     | 2,357,132   |
| Hede | Jiangsu                                     | 135,133     |
| Zhuma | Jiangsu                                     | 156,638     |
| Zhongxing | Jiangsu                                     | 158,299     |
| Dongkan | Jiangsu                                     | 209,833     |
| Suqian | Jiangsu                                     | 957,665     |
| Suining | Jiangsu                                     | 240,918     |
| Shuyang | Jiangsu                                     | 363,144     |
| Xinan | Jiangsu                                     | 137,817     |
| Yishan | Jiangsu                                     | 120,584     |
| Lianyungang | Jiangsu                                     | 1,188,320   |
| Qingkou | Jiangsu                                     | 199,916     |
| Donghai | Jiangsu                                     | 168,297     |
| Xinyi | Jiangsu                                     | 182,063     |
| Pizhou | Jiangsu                                     | 898,642     |
| Xuzhou | Jiangsu                                     | 1,552,140   |
| Datun | Jiangsu                                     | 280,967     |
| Fengcheng | Jiangsu                                     | 114,259     |
| Conurbazione del delta del Fiume Azzurro (Shanghai + Suzhou + Changshu + Zhangjiagang + Jiangyin + Jingjiang + Changzhou + Wuxi)                | Shanghai + Jiangsu                          | 50,578,473  |
| Chongming | Shanghai                                    | 135,058     |
| Huangshan | Anhui                                       | 372,354     |
| Anqing | Anhui                                       | 469,919     |
| Chizhou | Anhui                                       | 332,925     |
| Tongling | Anhui                                       | 363,353     |
| Tongcheng | Anhui                                       | 117,455     |
| Lujiang | Anhui                                       | 140,133     |
| Shucheng | Anhui                                       | 124,894     |
| Ningguo | Anhui                                       | 374,587     |
| Xuancheng | Anhui                                       | 427,032     |
| Wuhu | Anhui                                       | 2,294,096   |
| Wuwei | Anhui                                       | 100,155     |
| Chaohu | Anhui                                       | 243,724     |
| Maanshan | Anhui                                       | 1,290,864   |
| Hefei | Anhui                                       | 5,646,049   |
| Lu'an | Anhui                                       | 891,648     |
| Chuzhou | Anhui                                       | 295,742     |
| Quanjiao | Anhui                                       | 126,047     |
| Dingyuan | Anhui                                       | 131,594     |
| Huainan | Anhui                                       | 1,478,620   |
| Bengbu | Anhui                                       | 806,345     |
| Fuyang | Anhui                                       | 1,026,179   |
| Funan | Anhui                                       | 128,555     |
| Linquan | Anhui                                       | 173,397     |
| Jieshou | Anhui                                       | 124,500     |
| Taihe | Anhui                                       | 161,000     |
| Lixin | Anhui                                       | 114,673     |
| Xiangcheng | Henan                                       | 231,203     |
| Shenqiu | Henan                                       | 131,352     |
| Dancheng | Henan                                       | 116,974     |
| Bozhou | Anhui                                       | 627,970     |
| Guoyang | Anhui                                       | 131,978     |
| Mengcheng | Anhui                                       | 120,365     |
| Yongcheng | Henan                                       | 334,148     |
| Huaibei | Anhui                                       | 886,634     |
| Suzhou | Anhui                                       | 956,856     |
| Lingbi | Anhui                                       | 122,748     |
| Xiaoxian | Anhui                                       | 136,757     |
| Dangshan | Anhui                                       | 117,452     |
| Longnan | Jiangxi                                     | 123,692     |
| Xinfeng | Jiangxi                                     | 134,711     |
| Ganzhou | Jiangxi                                     | 2,015,325   |
| Yudu | Jiangxi                                     | 223,353     |
| Ruijin | Jiangxi                                     | 211,192     |
| Xingguo | Jiangxi                                     | 168,176     |
| Ningdu | Jiangxi                                     | 159,642     |
| Suichuan | Jiangxi                                     | 113,297     |
| Chengjiang | Jiangxi                                     | 121,340     |
| Ji'an | Jiangxi                                     | 473,227     |
| Nanfeng | Jiangxi                                     | 110,006     |
| Nancheng | Jiangxi                                     | 137,937     |
| Fuzhou | Jiangxi                                     | 880,318     |
| Dongxiang | Jiangxi                                     | 151,447     |
| Jiangbian | Jiangxi                                     | 199,842     |
| Huayuan | Jiangxi                                     | 133,365     |
| Jinxian | Jiangxi                                     | 152,824     |
| Nanchang | Jiangxi                                     | 3,705,530   |
| Fengcheng | Jiangxi                                     | 282,030     |
| Zhangshu | Jiangxi                                     | 243,160     |
| Xinyu | Jiangxi                                     | 851,536     |
| Fenyi | Jiangxi                                     | 102,339     |
| Yichun | Jiangxi                                     | 1,043,123   |
| Pingxiang | Jiangxi                                     | 651,470     |
| Wanzai | Jiangxi                                     | 112,366     |
| Shanggao | Jiangxi                                     | 101,698     |
| Gaoan | Jiangxi                                     | 353,080     |
| Chian | Jiangxi                                     | 118,307     |
| Yugan | Jiangxi                                     | 177,288     |
| Shangrao | Jiangxi                                     | 894,516     |
| Yushan | Jiangxi                                     | 175,567     |
| Poyang | Jiangxi                                     | 188,396     |
| Leping | Jiangxi                                     | 293,644     |
| Jiangdezhen | Jiangxi                                     | 460,993     |
| Nankang | Jiangxi                                     | 143,448     |
| Jiujiang | Jiangxi                                     | 779,301     |
| Ruichang | Jiangxi                                     | 113,745     |
| Changxing | Zhejiang                                    | 229,339     |
| Huzhou | Zhejiang                                    | 454,276     |
| Pinghu | Zhejiang                                    | 237,857     |
| Haiyan | Zhejiang                                    | 171,909     |
| Jiaxing | Zhejiang                                    | 1,019,544   |
| Haining | Zhejiang                                    | 242,761     |
| Deqing | Zhejiang                                    | 141,039     |
| Dipu | Zhejiang                                    | 178,292     |
| Conurbazione del Nord Zhejiang (Hangzhou + Shaoxing + Cixi + Yuyao + Ningbo)                                                                    | Zhejiang                                    | 13,189,786  |
| Linan | Zhejiang                                    | 202,844     |
| Fuyang | Zhejiang                                    | 397,545     |
| Tonglu | Zhejiang                                    | 137,680     |
| Jiande | Zhejiang                                    | 119,497     |
| Daping | Zhejiang                                    | 106,638     |
| Jiangshan | Zhejiang                                    | 137,838     |
| Quzhou | Zhejiang                                    | 376,285     |
| Lanxi | Zhejiang                                    | 234,286     |
| Jinhua | Zhejiang                                    | 630,207     |
| Yiwu | Zhejiang                                    | 1,629,407   |
| Zhuji | Zhejiang                                    | 447,567     |
| Yongkang | Zhejiang                                    | 597,957     |
| Lishui | Zhejiang                                    | 266,877     |
| Shengzhou | Zhejiang                                    | 443,232     |
| Shangyu | Zhejiang                                    | 282,360     |
| Fenghua | Zhejiang                                    | 202,964     |
| Zhoushan | Zhejiang                                    | 467,378     |
| Dancheng | Zhejiang                                    | 170,259     |
| Ninghai | Zhejiang                                    | 264,584     |
| Tiantai | Zhejiang                                    | 145,705     |
| Chengguan | Zhejiang                                    | 143,074     |
| Linhai | Zhejiang                                    | 343,696     |
| Taizhou | Zhejiang                                    | 2,544,455   |
| Yuhuan | Zhejiang                                    | 475,380     |
| Shuitou | Zhejiang                                    | 104,545     |
| Wenzhou (Wenzhou + Longgang + Ruian + Yueqing)                                                                                                  | Zhejiang                                    | 7,555,974   |
| Fuding | Fujian                                      | 165,129     |
| Fuan | Fujian                                      | 160,484     |
| Songcheng | Fujian                                      | 129,786     |
| Ningde | Fujian                                      | 208,964     |
| Nanping | Fujian                                      | 162,435     |
| Sanming | Fujian                                      | 253,422     |
| Fengcheng | Fujian                                      | 139,051     |
| Fuzhou | Fujian                                      | 3,746,678   |
| Yongan | Fujian                                      | 138,080     |
| Tingzhou | Fujian                                      | 111,177     |
| Fuqing | Fujian                                      | 379,236     |
| Jiangjing | Fujian                                      | 162,937     |
| Tangcheng | Fujian                                      | 197,497     |
| Putian | Fujian                                      | 1,106,639   |
| Fengting | Fujian                                      | 169,488     |
| Wangchuan | Fujian                                      | 218,196     |
| Luocheng | Fujian                                      | 401,701     |
| Taocheng | Fujian                                      | 145,782     |
| Bangtou | Fujian                                      | 339,181     |
| Longxun | Fujian                                      | 158,318     |
| Longyan | Fujian                                      | 410,404     |
| Quanzhou | Fujian                                      | 4,009,700   |
| Meishan | Fujian                                      | 120,112     |
| Nanan | Fujian                                      | 118,623     |
| Guanqiao | Fujian                                      | 179,347     |
| Xiamen (Xiamen + Zhangzhou) | Fujian                                      | 5,333,178   |
| Xiaoxi | Fujian                                      | 102,593     |
| Nanzhao | Fujian                                      | 132,124     |
| Yunling | Fujian                                      | 124,307     |
| Suian | Fujian                                      | 106,629     |
| Xucheng | Guangdong                                   | 174,341     |
| Leizhou | Guangdong                                   | 334,786     |
| Zhanjiang | Guangdong                                   | 1,275,720   |
| Lianjiang | Guangdong                                   | 233,624     |
| Huazhou | Guangdong                                   | 149,680     |
| Changqichun | Guangdong                                   | 108,208     |
| Wuchuan | Guangdong                                   | 320,298     |
| Maoming | Guangdong                                   | 777,456     |
| Dianbai | Guangdong                                   | 144,053     |
| Liantou | Guangdong                                   | 112,955     |
| Gaozhou | Guangdong                                   | 245,670     |
| Xinyi | Guangdong                                   | 188,044     |
| Yangxi | Guangdong                                   | 106,092     |
| Yangjiang | Guangdong                                   | 445,968     |
| Yangchun | Guangdong                                   | 207,591     |
| Enping | Guangdong                                   | 186,156     |
| Luoding | Guangdong                                   | 224,474     |
| Yunfu | Guangdong                                   | 218,851     |
| Xinxing | Guangdong                                   | 142,366     |
| Zhaoqing | Guangdong                                   | 635,016     |
| Huaiji | Guangdong                                   | 106,623     |
| Qingyuan | Guangdong                                   | 587,780     |
| Kaiping | Guangdong                                   | 308,791     |
| Danshuikou | Guangdong                                   | 124,054     |
| Taishan | Guangdong                                   | 257,286     |
| Doumen | Guangdong                                   | 186,767     |
| Lianzhou | Guangdong                                   | 107,248     |
| Shaoguan | Guangdong                                   | 622,686     |
| Yingde | Guangdong                                   | 147,103     |
| Shijiao | Guangdong                                   | 100,425     |
| Conghua | Guangdong                                   | 189,903     |
| Heyuan | Guangdong                                   | 377,911     |
| Laolong | Guangdong                                   | 152,260     |
| Zijin | Guangdong                                   | 178,960     |
| Huidong | Guangdong                                   | 381,618     |
| Haifeng | Guangdong                                   | 327,326     |
| Shanwei | Guangdong                                   | 399,595     |
| Lufeng | Guangdong                                   | 281,116     |
| Jieshi | Guangdong                                   | 171,584     |
| Jiazi | Guangdong                                   | 161,983     |
| Huilai | Guangdong                                   | 515,710     |
| Jiexi | Guangdong                                   | 111,583     |
| Xingning | Guangdong                                   | 299,117     |
| Shuizhai | Guangdong                                   | 194,721     |
| Meizhou | Guangdong                                   | 451,530     |
| Raoping | Guangdong                                   | 116,954     |
| Qiandong | Guangdong                                   | 360,868     |
| Chaoshan (Shantou + Chaozhou + Jieyang) | Guangdong                                   | 12,663,882  |
| Conurbazione del delta del Fiume di Perla (Hong Kong + Shenzhen + Dongguan + Huizhou + Canton + Foshan + Jiangmen + Zhongshan + Zhuhai + Macao) | Guangdong + Hong Kong + Macao               | 58,822,480  |
| Haikou | Hainan                                      | 1,591,695   |
| Danzhou | Hainan                                      | 205,199     |
| Qionghai | Hainan                                      | 129,381     |
| Sanya | Hainan                                      | 452,525     |
| Ruili | Yunnan                                      | 163,239     |
| Baoshan | Yunnan                                      | 372,209     |
| Dali | Yunnan                                      | 350,945     |
| Lijiang | Yunnan                                      | 148,632     |
| Lincang | Yunnan                                      | 125,501     |
| Jinghong | Yunnan                                      | 110,737     |
| Puer | Yunnan                                      | 171,436     |
| Chuxiong | Yunnan                                      | 282,550     |
| Gejiu | Yunnan                                      | 200,494     |
| Linan | Yunnan                                      | 131,545     |
| Kaiyuan | Yunnan                                      | 133,048     |
| Wenlan | Yunnan                                      | 134,657     |
| Panzhihua | Yunnan                                      | 199,981     |
| Yangguang | Yunnan                                      | 122,171     |
| Yuxi | Yunnan                                      | 370,446     |
| Miyang | Yunnan                                      | 111,670     |
| Jinzhong | Yunnan                                      | 129,679     |
| Xuanwei | Yunnan                                      | 242,147     |
| Qujing | Yunnan                                      | 423,122     |
| Kunming | Yunnan                                      | 3,416,600   |
| Xichang | Sichuan                                     | 281,791     |
| Panzhihua | Sichuan                                     | 564,730     |
| Yibin | Sichuan                                     | 453,683     |
| Naxi | Sichuan                                     | 131,691     |
| Luzhou | Sichuan                                     | 446,058     |
| Hejiang | Sichuan                                     | 108,127     |
| Longchang | Sichuan                                     | 311,632     |
| Fushun | Sichuan                                     | 134,380     |
| Zigong | Sichuan                                     | 414,628     |
| Weiyuan | Sichuan                                     | 106,979     |
| Rongxian | Sichuan                                     | 115,131     |
| Neijiang | Sichuan                                     | 316,065     |
| Zizhong | Sichuan                                     | 133,695     |
| Leshan (Leshan + Emeishan) | Sichuan                                     | 1,320,323   |
| Meishan | Sichuan                                     | 661,443     |
| Yaan | Sichuan                                     | 376,578     |
| Renshou | Sichuan                                     | 142,543     |
| Ziyang | Sichuan                                     | 516,028     |
| Anyue | Sichuan                                     | 110,263     |
| Suining | Sichuan                                     | 688,125     |
| Daying | Sichuan                                     | 104,125     |
| Shehong | Sichuan                                     | 237,362     |
| Santai | Sichuan                                     | 126,749     |
| Zhongjiang | Sichuan                                     | 147,271     |
| Mianyang | Sichuan                                     | 538,166     |
| Jiangyou | Sichuan                                     | 233,403     |
| Jianyang | Sichuan                                     | 381,281     |
| Chengdu | Sichuan                                     | 9,011,452   |
| Nanchong | Sichuan                                     | 1,244,035   |
| Nanbu | Sichuan                                     | 163,685     |
| Langzhong | Sichuan                                     | 153,417     |
| Yingshan | Sichuan                                     | 135,900     |
| Guangan | Sichuan                                     | 523,802     |
| Yuechi | Sichuan                                     | 129,392     |
| Linshui | Sichuan                                     | 144,401     |
| Dazhu | Sichuan                                     | 154,612     |
| Qu | Sichuan                                     | 132,602     |
| Dazhou | Sichuan                                     | 771,803     |
| Xuanhan | Sichuan                                     | 109,020     |
| Pingchan | Sichuan                                     | 135,267     |
| Tongjiang | Sichuan                                     | 101,743     |
| Bazhong | Sichuan                                     | 848,389     |
| Guangyuan | Sichuan                                     | 441,909     |
| Qijiang | Chongqing                                   | 181,826     |
| Nanchuan | Chongqing                                   | 335,471     |
| Baisha | Chongqing                                   | 171,732     |
| Rongchang | Chongqing                                   | 161,431     |
| Yongchuan | Chongqing                                   | 694,286     |
| Dazu | Chongqing                                   | 111,767     |
| Tongnan | Chongqing                                   | 115,520     |
| Chongqing | Chongqing                                   | 11,042,531  |
| Changshou | Chongqing                                   | 164,070     |
| Shuanglong | Chongqing                                   | 157,283     |
| Longqiao | Chongqing                                   | 110,177     |
| Dunren | Chongqing                                   | 508,301     |
| Fengdu | Chongqing                                   | 114,070     |
| Zhong | Chongqing                                   | 127,220     |
| Dianjiang | Chongqing                                   | 144,892     |
| Wanzhou | Chongqing                                   | 537,372     |
| Yunyang | Chongqing                                   | 143,644     |
| Kaizhou | Chongqing                                   | 105,588     |
| Xingyi | Guizhou                                     | 212,962     |
| Liuzhi | Guizhou                                     | 104,556     |
| Anshun | Guizhou                                     | 635,886     |
| Liupanshui | Guizhou                                     | 1,115,228   |
| Weining | Guizhou                                     | 101,307     |
| Zhijin | Guizhou                                     | 111,791     |
| Qianxi | Guizhou                                     | 199,427     |
| Bijie | Guizhou                                     | 610,538     |
| Guiyang | Guizhou                                     | 3,056,829   |
| Duyun | Guizhou                                     | 180,494     |
| Kaili | Guizhou                                     | 386,453     |
| Zunyi | Guizhou                                     | 1,297,883   |
| Renhuai | Guizhou                                     | 106,167     |
| Tongzi | Guizhou                                     | 116,111     |
| Tongren | Guizhou                                     | 255,612     |
| Beihai | Guangxi                                     | 566,475     |
| Qinzhou | Guangxi                                     | 205,408     |
| Fangchenggang | Guangxi                                     | 107,515     |
| Dongxing | Guangxi                                     | 125,104     |
| Luchuan | Guangxi                                     | 135,065     |
| Bobai | Guangxi                                     | 174,688     |
| Yulin | Guangxi                                     | 814,022     |
| Rongxian | Guangxi                                     | 113,855     |
| Cenxi | Guangxi                                     | 220,053     |
| Wuzhou | Guangxi                                     | 460,722     |
| Pingnan | Guangxi                                     | 152,783     |
| Guiping | Guangxi                                     | 193,500     |
| Laibin | Guangxi                                     | 139,836     |
| Guigang | Guangxi                                     | 324,439     |
| Binyang | Guangxi                                     | 214,555     |
| Fucheng | Guangxi                                     | 141,192     |
| Lingshan | Guangxi                                     | 186,486     |
| Nanning | Guangxi                                     | 2,591,094   |
| Hezhou | Guangxi                                     | 167,042     |
| Guilin | Guangxi                                     | 1,069,415   |
| Liuzhou | Guangxi                                     | 1,451,939   |
| Hechi | Guangxi                                     | 129,833     |
| Baise | Guangxi                                     | 124,358     |
| Yinchuan | Ningxia                                     | 1,440,105   |
| Dawukou | Ningxia                                     | 141,933     |
| Wuzhong | Ningxia                                     | 240,247     |
| Chengguan | Qinghai                                     | 164,456     |
| Xining | Qinghai                                     | 1,303,058   |
| Hetian | Xinjiang                                    | 216,546     |
| Kargilik | Xinjiang                                    | 134,157     |
| Kashgar | Xinjiang                                    | 498,252     |
| Kizilsu | Xinjiang                                    | 129,556     |
| Aksu | Xinjiang                                    | 288,264     |
| Kuqa | Xinjiang                                    | 111,846     |
| Bayingolin | Xinjiang                                    | 392,233     |
| Hami | Xinjiang                                    | 218,398     |
| Shihezi | Xinjiang                                    | 379,563     |
| Huiyuan | Xinjiang                                    | 401,027     |
| Karamay | Xinjiang                                    | 245,077     |
| Tacheng | Xinjiang                                    | 101,155     |
| Urumqi | Xinjiang                                    | 4,539,265   |
| Lhasa | Xizang (Tibet)                              | 273,179     |

### Cipro
Tasso di popolazione urbana: 62% (2024). I dati sulla popolazione sono riferiti al 2024.
- Nicosia : 303,412
- Lemesos : 191,161

### Georgia
Tasso di popolazione urbana: 60% (2024). I dati sulla popolazione sono riferiti al 2024.
- Tbilisi : 988,278
- Batumi : 168,438
- Kutaisi : 132,035

### India
Tasso di popolazione urbana: 38% (2024). I dati sulla popolazione sono riferiti al 2024.
- Delhi : 31,422,508
- Calcutta : 23,314,585
- Mumbai : 20,453,270
- Bengaluru : 15,178,533
- Chennai : 11,466,400
- Hajipur : 9,755,303
- Hyderabad : 9,455,230
- Ahmedabad : 7,898,650
- Kozhikode : 7,612,130
- Surat : 7,100,723
- Pune : 6,674,127
- Lucknow : 5,214,964
- Kochi : 5,069,022
- Kanpur : 4,413,625
- Jaipur : 4,229,050
- Varanasi : 3,812,496
- Indore : 3,598,874
- Nagpur : 3,399,891
- Maharajganj : 2,840,919
- Bhopal : 2,599,311
- Chandigarh : 2,417,872
- Coimbatore : 2,360,322
- Vadodara : 2,269,390
- Madurai : 2,184,066

### Indonesia
Tasso di popolazione urbana: 52% (2024). I dati sulla popolazione sono riferiti al 2024.
- Jakarta : 40,545,126
- Bandung : 8,691,181
- Surabaya : 6,856,993
- Medan : 4,350,624
- Semarang : 3,274,360
- Tasikmalaya : 2,973,169
- Yogyakarta : 2,742,763
- Makassar : 2,241,888
- Palembang : 2,203,124
- Denpasar : 2,005,950
- Malang : 1,888,200
- Cirebon : 1,634,253
- Surakarta : 1,497,108
- Tegal : 1,482,144
- Garut : 1,473,082
- Pekalongan : 1,279,644
- Purwokerto : 1,273,365
- Bandar Lampung : 1,257,828
- Pekanbaru : 1,226,041
- Samarinda : 1,225,373
- Padang : 1,210,988
- Mataram : 1,009,677

### Iran
Tasso di popolazione urbana: 76% (2024). I dati sulla popolazione sono riferiti al 2024.
- Tehran : 9,363,124
- Mashhad : 5,377,005
- Ahwaz : 1,907,837
- Isfahan : 1,817,590
- Tabriz : 1,318,694

### Iraq
Tasso di popolazione urbana: 72% (2024). I dati sulla popolazione sono riferiti al 2024.
- Baghdad : 6,891,722
- Basra : 2,131,556
- Mosul : 1,678,253
- Erbil : 1,514,144
- Al Najaf : 1,361,936
- Kirkuk : 1,238,662
- Duhok : 1,142,889
- Karbala : 1,078,646
- Al Hillah : 1,030,978

### Israele
Tasso di popolazione urbana: 58% (2024). I dati sulla popolazione sono riferiti al 2024.
- Tel Aviv : 2,628,335
- Gerusalemme : 1,022,929
- Haifa : 449,588
- Ashdod : 282,181
- Beer Sheva : 205,400

### Giappone
Tasso di popolazione urbana: 72% (2024). I dati sulla popolazione sono riferiti al 2024.
| Nome                                                                                  | Popolazione |
| ------------------------------------------------------------------------------------- | ----------- |
| Tokyo (Tokyo + Kawasaki + Yokohama + Saitama + Chiba + Takasaki + Isezaki + Ota)      | 34,835,218  |
| Conurbazione del Keihanshin (Osaka + Kōbe + Kyoto + Nara + Sakai + Himeji + Wakayama) | 15,165,176  |
| Conurbazione del Chukyo (Nagoya + Gifu + Toyota + Okazaki + Yokkaichi)                | 7,890,477   |
| Fukuoka                                                                               | 2,213,305   |
| Sapporo                                                                               | 1,931,424   |
| Sendai                                                                                | 1,269,675   |
| Kitakyushu                                                                            | 1,208,935   |
| Hiroshima                                                                             | 1,150,148   |
| Okinawa (Naha + Okinawa)                                                              | 1,065,339   |
| Okayama (Okayama + Kurashiki)                                                         | 847,111     |
| Kumamoto                                                                              | 624,648     |
| Kanazawa                                                                              | 527,097     |
| Otsu                                                                                  | 514,884     |
| Toyohashi                                                                             | 500,228     |
| Kagoshima                                                                             | 453,833     |
| Niigata                                                                               | 437,871     |
| Matsuyama                                                                             | 421,736     |
| Numazu                                                                                | 374,197     |
| Oita                                                                                  | 363,332     |
| Kofu                                                                                  | 335,934     |
| Fukuyama                                                                              | 355,566     |
| Utsunomiya                                                                            | 337,161     |
| Fujieda                                                                               | 318,978     |
| Takamatsu                                                                             | 314,296     |
| Nagasaki                                                                              | 297,631     |
| Asahikawa                                                                             | 288,867     |
| Mito (Mito + Hitachinaka)                                                             | 284,338     |
| Hamamatsu                                                                             | 267,033     |
| Nagano                                                                                | 264,480     |
| Hakodate                                                                              | 263,045     |
| Miyazaki                                                                              | 247,744     |
| Tokushima                                                                             | 242,829     |
| Toyama                                                                                | 239,820     |
| Shizuoka                                                                              | 233,904     |
| Morioka                                                                               | 217,880     |
| Koriyama                                                                              | 215,513     |
| Kochi                                                                                 | 213,691     |
| Akita                                                                                 | 211,383     |
| Yamagata                                                                              | 206,358     |
| Tsuchiura                                                                             | 195,325     |
| Aomori                                                                                | 179,937     |
| Marugame                                                                              | 171,220     |
| Fukushima                                                                             | 170,143     |
| Fuji                                                                                  | 167,426     |
| Kisarazu                                                                              | 165,839     |
| Sanda                                                                                 | 164,419     |
| Hitachi                                                                               | 162,932     |
| Fukui                                                                                 | 161,762     |
| Ube                                                                                   | 152,722     |
| Takaoka                                                                               | 144,427     |
| Kushiro                                                                               | 143,420     |
| Obihiro                                                                               | 140,962     |
| Shūnan                                                                                | 137,818     |
| Niihama                                                                               | 134,067     |
| Kurume                                                                                | 133,391     |
| Matsumoto                                                                             | 125,858     |
| Hachinohe                                                                             | 124,493     |
| Omuta                                                                                 | 122,197     |
| Tomakomai                                                                             | 117,181     |
| Beppu                                                                                 | 113,901     |
| Hikone                                                                                | 113,437     |
| Yonago                                                                                | 112,806     |
| Sasebo                                                                                | 104,105     |
| Iwaki                                                                                 | 103,547     |
| Hirosaki                                                                              | 100,073     |
| Muroran                                                                               | 100,039     |

### Giordania
Tasso di popolazione urbana: 83% (2024). I dati sulla popolazione sono riferiti al 2024.
- Amman : 6,425,246
- Irbid : 704,577
- Madaba : 104,759

### Kazakhstan
Tasso di popolazione urbana: 66% (2024). I dati sulla popolazione sono riferiti al 2024.
| Nome            | Popolazione |
| --------------- | ----------- |
| Almaty          | 2,315,538   |
| Shymkent        | 1,239,663   |
| Astana          | 1,128,140   |
| Aktobe          | 420,695     |
| Semey           | 291,783     |
| Aktau           | 259,510     |
| Kyzylorda       | 237,992     |
| Pavlodar        | 235,889     |
| Atyrau          | 231,440     |
| Turkestan       | 215,873     |
| Ural            | 208,766     |
| Ust-Kamenogorsk | 197,281     |
| Taraz           | 192,656     |
| Karaganda       | 191,772     |
| Temirtau        | 154,580     |
| Petropavlosk    | 153,560     |
| Kostanay        | 136,333     |
| Taldikorgan     | 131,397     |
| Zhanaozen       | 109,850     |
| Kokshetav       | 100,846     |

### Kuwait
Tasso di popolazione urbana: 98% (2024). I dati sulla popolazione sono riferiti al 2024.
- Al Kuwait : 3,703,486

### Kyrgyzstan
Tasso di popolazione urbana: 42% (2024). I dati sulla popolazione sono riferiti al 2024.
- Bishkek : 1,428,079
- Osh : 481,389

### Laos
Tasso di popolazione urbana: 43% (2024). I dati sulla popolazione sono riferiti al 2024.
- Vientiane  (Vientiane + Si Chiang Mai): 166,271

### Libano
Tasso di popolazione urbana: 90% (2024). I dati sulla popolazione sono riferiti al 2024.
- Beirut : 1,538,386

### Malesia + Singapore

Vista satellitare di Kuala Lumpur

Tasso di popolazione urbana: 77% (2024). I dati sulla popolazione sono riferiti al 2024.
| Nome                            | Popolazione |
| ------------------------------- | ----------- |
| Kuala Lumpur                    | 8,851,535   |
| Singapore (inclusa Johor Bahru) | 7,934,034   |
| Georgetown (Georgetown + Kulim) | 1,513,764   |
| Ipoh                            | 861,933     |
| Kota Kinabalu                   | 810,843     |
| Kuching                         | 587,986     |
| Melaka                          | 544,035     |
| Seremban                        | 390,884     |
| Tawau                           | 354,494     |
| Sandakan                        | 337,268     |
| Kota Bharu                      | 326,948     |
| Sungai Petani                   | 269,176     |
| Kuantan                         | 217,879     |
| Alor Star                       | 203,262     |
| Taiping                         | 198,018     |
| Miri                            | 187,443     |
| Sibu                            | 185,385     |
| Kuala Terengganu                | 147,996     |
| Lahad Datu                      | 133,110     |
| Kluang                          | 109,597     |
| Muar                            | 106,024     |
| Bintulu                         | 101,436     |
| Semporna                        | 101,230     |

### Maldive
- Malé : 229,283 (2024).[12]

### Mongolia
Tasso di popolazione urbana: 69% (2024). I dati sulla popolazione sono riferiti al 2024.
- Ulaanbataar : 1,634,097

### Myanmar
Tasso di popolazione urbana: 42% (2024). I dati sulla popolazione sono riferiti al 2024.
- Yangon : 6,190,958
- Mandalay : 1,849,446

### Nepal
Tasso di popolazione urbana: 25% (2024). I dati sulla popolazione sono riferiti al 2024.
- Kathmandu : 3,862,697
- Biratnagar  (Biratnagar + Jogbani + Inaruwa + Laukhi): 1,385,038
- Pokhara : 151,399
- Bharatpur : 153,049
- Tulsipur : 101,378

### Corea del Nord
Tasso di popolazione urbana: 67% (2024). I dati sulla popolazione sono riferiti al 2024.
| Nome        | Popolazione |
| ----------- | ----------- |
| Kaeseong    | 280,963     |
| Haeju       | 263,992     |
| Sariwon     | 401,117     |
| Songnim     | 256,211     |
| Nampo       | 144,643     |
| Kangseo     | 260,531     |
| Pyeongyang  | 2,868,313   |
| Wonsan      | 370,729     |
| Muncheon    | 117,274     |
| Pyeongseong | 300,843     |
| Suncheon    | 154,047     |
| Sukcheon    | 106,846     |
| Anju        | 256,943     |
| Kaecheon    | 164,966     |
| Deokcheon   | 152,025     |
| Cheongju    | 170,999     |
| Seoncheon   | 112,903     |
| Kuseong     | 108,791     |
| Ryeongcheon | 125,259     |
| Huicheon    | 117,534     |
| Kanggye     | 314,915     |
| Jeongpyeong | 108,488     |
| Hamju       | 105,812     |
| Hamheung    | 745,725     |
| Hongwon     | 116,941     |
| Dancheon    | 114,551     |
| Kimchaek    | 196,760     |
| Gilju       | 108,885     |
| Musan       | 106,601     |
| Cheongjin   | 683,870     |
| Raseon      | 106,938     |

### Oman
Tasso di popolazione urbana: 78% (2024). I dati sulla popolazione sono riferiti al 2024.
- Mascate  (Muscat + Al Seeb + Ruwi): 1,339,009
- Salahah : 247,073
- Suhar : 139,036

### Pakistan
Tasso di popolazione urbana: 39% (2024). I dati sulla popolazione sono riferiti al 2024.
| Nome                                | Popolazione |
| ----------------------------------- | ----------- |
| Karachi                             | 13,150,694  |
| Lahore                              | 10,114,718  |
| Rawalpindi (Rawalpindi + Islamabad) | 3,738,564   |
| Faisalabad                          | 3,563,007   |
| Gujranwala                          | 2,788,655   |
| Peshawar                            | 2,764,734   |
| Multan                              | 2,422,577   |
| Sialkot                             | 1,885,761   |
| Hyderabad                           | 1,835,126   |
| Mingaora                            | 1,057,542   |
| Mardan                              | 1,026,217   |
| Abbottabad                          | 960,783     |
| Quetta                              | 749,960     |
| Sargodha                            | 657,394     |
| Gujrat                              | 622,644     |
| Wah                                 | 521,616     |
| Bannu                               | 494,277     |
| Haripur                             | 474,638     |
| Larkana                             | 466,569     |
| Mansehra                            | 465,955     |
| Shahkot                             | 460,340     |
| Charsadda                           | 421,797     |
| Sukkur                              | 419,044     |
| Bahawalpur                          | 412,812     |
| Jehangira                           | 392,541     |
| Dera Ghazi Khan                     | 386,996     |
| Chakwal                             | 380,689     |
| Okara                               | 377,333     |
| Nowshera                            | 376,682     |
| Kasur                               | 368,064     |
| Shakargarh                          | 366,175     |
| Swabi                               | 350,349     |
| Kohat                               | 349,873     |
| Jhelum                              | 335,764     |
| Muridike                            | 332,238     |
| Sahiwal                             | 331,522     |
| Muzaffarabad                        | 329,099     |
| Hazro                               | 325,085     |
| Chakdarra                           | 312,554     |
| Shabqadar                           | 306,185     |
| Jhang Sada                          | 303,289     |
| Jacobabad                           | 301,179     |
| Narowal                             | 279,768     |
| Rahim Yar Khan                      | 274,839     |
| Takhat Bhai                         | 270,145     |
| Tangi                               | 254,085     |
| Hafizabad                           | 252,160     |
| Muzaffargarh                        | 245,691     |
| Mandi Bahauddin                     | 240,604     |
| Wazirabad                           | 232,325     |
| Qila Khudabadan                     | 221,239     |
| Shikarpur                           | 221,057     |
| Mandi                               | 209,396     |
| Jampur                              | 208,805     |
| Pattoki                             | 208,708     |
| Kharian                             | 191,229     |
| Chunian                             | 178,925     |
| Tando Muhammad Khan                 | 173,445     |
| Lala Mosa                           | 171,681     |
| Khairpur                            | 167,568     |
| Khandhkot                           | 167,179     |
| Charman                             | 165,834     |
| Zangun                              | 164,498     |
| Dadu                                | 162,534     |
| Sherpur                             | 160,249     |
| Sadiqabad                           | 158,903     |
| Bhara Khao                          | 155,834     |
| Pakpattan                           | 155,767     |
| Ghotki                              | 154,294     |
| Fatehjang                           | 153,965     |
| Burewala                            | 151,529     |
| Pindi Gheb                          | 147,718     |
| Bat Khela                           | 147,435     |
| Chiniot                             | 146,702     |
| Chuchar                             | 143,388     |
| Pasrur                              | 142,975     |
| Usta Muhammad                       | 137,181     |
| Khanewal                            | 135,503     |
| Gojra                               | 134,727     |
| Shaikh Jana                         | 131,956     |
| Thul                                | 130,017     |
| Kahuta                              | 129,479     |
| Gali Bagh                           | 126,721     |
| Shujaabad                           | 125,952     |
| Topi                                | 123,669     |
| Daroli                              | 116,619     |
| Attock                              | 113,767     |
| Sangla                              | 112,475     |
| Mithankot                           | 111,038     |
| Thatta                              | 110,185     |
| Jambar Kalan                        | 109,682     |
| Dera Ismail Khan                    | 109,448     |
| Kabirwala                           | 108,910     |
| Lodhran                             | 108,590     |
| Moro                                | 108,243     |
| Havelian                            | 106,307     |
| Shal Bandai                         | 106,132     |
| Mehar                               | 106,034     |
| Arifwala                            | 105,263     |
| Khanpur                             | 104,403     |
| Alipur                              | 101,977     |
| Khot Kakka Shah                     | 100,884     |

### Palestina
Tasso di popolazione urbana: 78% (2023). I dati sulla popolazione sono riferiti al 2023.
- Conurbazione della Striscia di Gaza (Gaza + Rafah): 1.922.681
- Ramallah: 1.054.623
- Hebron: 414.422
- Nablus: 209.246
- Tulkarem (Tulkarem + Tayibe): 158.781

### Filippine
Tasso di popolazione urbana: 59% (2024). I dati sulla popolazione sono riferiti al 2024.
| Nome                                        | Popolazione |
| ------------------------------------------- | ----------- |
| Manila (Manila + Angeles + Lipa + Batangas) | 30,565,371  |
| Cebu                                        | 3,191,585   |
| Davao                                       | 1,651,086   |
| Dagupan                                     | 973,316     |
| Cagayan de Oro                              | 950,102     |
| Bacolod                                     | 690,717     |
| Zamboanga                                   | 498,587     |
| Iloilo                                      | 489,034     |
| General Santos                              | 452,060     |
| Baguio                                      | 451,844     |
| Batangas                                    | 326,496     |
| Naga                                        | 291,374     |
| Iligan                                      | 279,731     |
| Cotabato                                    | 274,670     |
| Tagum                                       | 252,700     |
| Tacloban                                    | 244,458     |
| Lipa                                        | 235,919     |
| Legaspi                                     | 221,694     |
| Marawi                                      | 207,205     |
| Cabanatuan                                  | 198,568     |
| Butuan                                      | 185,655     |
| Olongapo                                    | 182,832     |
| Tarlac                                      | 181,691     |
| San Pablo                                   | 174,317     |
| San Pedro                                   | 172,148     |
| Dumaguete                                   | 166,127     |
| Guagua                                      | 160,448     |
| Puerto Princesa                             | 156,713     |
| Pagadian                                    | 145,146     |
| San Fernando                                | 134,798     |
| Malolos                                     | 123,101     |
| Tuguegarao                                  | 122,965     |
| Tagbilaran                                  | 120,097     |
| Ozamis                                      | 117,388     |
| Roxas                                       | 108,370     |
| Dipolog                                     | 108,335     |
| Balanga                                     | 108,162     |
| Gapan                                       | 103,963     |

### Qatar
Tasso di popolazione urbana: 46% (2024). I dati sulla popolazione sono riferiti al 2024.
- Doha : 2,076,720

### Arabia Saudita
Tasso di popolazione urbana: 86% (2024). I dati sulla popolazione sono riferiti al 2024.
- Riyadh : 7,970,319
- Jeddah : 4,842,257
- Dammam : 2,634,829
- Mecca : 1,876,451
- Medina : 1,565,146

### Corea del Sud
Tasso di popolazione urbana: 86% (2024). I dati sulla popolazione sono riferiti al 2024.
| Nome                                                                                        | Popolazione |
| ------------------------------------------------------------------------------------------- | ----------- |
| Conurbazione del Sudokwon (Seoul + Incheon + città confinanti nella Provincia del Gyeonggi) | 23,366,117  |
| Conurbazione del Gyeongsang Meridionale (Busan + Gimhae + Yangsan + Changwon)               | 4,494,463   |
| Daegu                                                                                       | 2,300,085   |
| Daejeon                                                                                     | 1,504,229   |
| Gwangju                                                                                     | 1,428,492   |
| Ulsan                                                                                       | 941,217     |
| Jeonju (Jeonju + Iksan)                                                                     | 786,341     |
| Cheongju                                                                                    | 691,161     |
| Cheonan (Cheonan + Asan)                                                                    | 504,349     |
| Pohang                                                                                      | 373,323     |
| Gumi                                                                                        | 286,529     |
| Suncheon (Suncheon + Gwangyang + Yeosu)                                                     | 265,434     |
| Jinju                                                                                       | 238,454     |
| Chuncheon                                                                                   | 229,165     |
| Mokpo                                                                                       | 228,462     |
| Wonju                                                                                       | 218,041     |
| Gunsan                                                                                      | 177,647     |
| Gangneung                                                                                   | 118,784     |

### Sri Lanka
Tasso di popolazione urbana: 20% (2024). I dati sulla popolazione sono riferiti al 2024.
- Colombo : 4,881,182
- Kandy : 850,450
- Matara : 225,584
- Jaffna : 214,344
- Galle : 197,578
- Kalmunai : 134,013
- Batticaloa : 125,685

### Siria
Tasso di popolazione urbana: 63% (2024). I dati sulla popolazione sono riferiti al 2024.
- Damasco : 3,771,638

### Taiwan
Tasso di popolazione urbana: 80% (2024). I dati sulla popolazione sono riferiti al 2024.
| Nome                                                                 | Popolazione |
| -------------------------------------------------------------------- | ----------- |
| Conurbazione del Nord (Taipei + Taoyuan + Zhubei + Hsinshu + Toufen) | 10,687,535  |
| Conurbazione del Sud (Tainan + Kaohsiung + Pingtung)                 | 3,595,567   |
| Conurbazione del Centro (Taichung + Changhua + Nantou + Yunlin)      | 3,447,544   |
| Chiayi                                                               | 460,979     |
| Hualien                                                              | 137,533     |

### Tagikistan
Tasso di popolazione urbana: 34% (2024). I dati sulla popolazione sono riferiti al 2024.
- Dushanbe  (Dushanbe + Hisor + Kofarnihon): 1,759,769
- Khujand  (Khujand + Ckalovsk + Qistaquz): 454,273
- Kulob : 177,692

### Thailandia
Tasso di popolazione urbana: 42% (2024). I dati sulla popolazione sono riferiti al 2024.
| Nome                                                 | Popolazione |
| ---------------------------------------------------- | ----------- |
| Conurbazione del Krung Thep (Bangkok e città vicine) | 19,378,454  |
| Phuket                                               | 742,871     |
| Chiang Mai                                           | 692,242     |
| Hat Yai                                              | 436,777     |
| Chonburi                                             | 263,106     |
| Pattaya                                              | 253,538     |
| Nakhon Pathom                                        | 185,771     |
| Si Racha                                             | 168,554     |
| Phitsanulok                                          | 165,001     |
| Songkhla                                             | 162,380     |
| Nakhon Ratchasima                                    | 159,579     |
| Khonkaen                                             | 154,057     |
| Surat Thani                                          | 150,127     |
| Udon Thani                                           | 149,983     |
| Nakhon Si Thammarat                                  | 146,307     |
| Rayong                                               | 138,423     |
| Lopburi                                              | 128,924     |
| Phra Nakhon Si Ayutthaya                             | 126,849     |
| Ubon Ratchathani                                     | 126,488     |
| Ranong                                               | 118,553     |
| Yala                                                 | 111,221     |
| Ban Chang                                            | 110,390     |
| Kanchanaburi                                         | 102,628     |

### Timor Est
Tasso di popolazione urbana: 36% (2024). I dati sulla popolazione sono riferiti al 2024.
- Dili : 381,794

### Turchia
Tasso di popolazione urbana: 73% (2024). I dati sulla popolazione sono riferiti al 2024.
| Nome           | Popolazione |
| -------------- | ----------- |
| Istanbul       | 14,210,222  |
| Ankara         | 5,402,165   |
| Smirne         | 2,457,529   |
| Bursa          | 2,366,448   |
| Gaziantep      | 1,681,270   |
| Antalya        | 1,372,672   |
| Konya          | 1,017,329   |
| Mersin         | 800,548     |
| Izmit          | 784,331     |
| Kayseri        | 772,654     |
| Adana          | 737,574     |
| Samsun         | 559,413     |
| Denizli        | 537,507     |
| Diyarbakir     | 536,794     |
| Eskisehir      | 528,380     |
| Kahramanmaras  | 464,945     |
| Van            | 451,519     |
| Malatya        | 447,745     |
| Sanliurfa      | 431,505     |
| Antakya        | 397,544     |
| Trabzon        | 364,103     |
| Batman         | 363,642     |
| Elazig         | 324,305     |
| Sivas          | 303,202     |
| Sakarya        | 269,660     |
| Manisa         | 294,069     |
| Iskenderun     | 256,743     |
| Cerkezkoy      | 242,264     |
| Isparta        | 234,121     |
| Osmaniye       | 225,567     |
| Aydin          | 210,247     |
| Adiyaman       | 203,680     |
| Yenice         | 181,480     |
| Corum          | 181,012     |
| Ordu           | 180,011     |
| Siverek        | 160,312     |
| Tarsus         | 159,692     |
| Zonguldak      | 158,521     |
| Inegol         | 155,697     |
| Giresun        | 147,434     |
| Usak           | 141,288     |
| Duzce          | 139,560     |
| Yumurtalik     | 139,104     |
| Siirt          | 136,101     |
| Tokat          | 134,631     |
| Karabuk        | 130,402     |
| Kutahya        | 129,641     |
| Erzurum        | 129,246     |
| Karaman        | 127,506     |
| Aksaray        | 126,210     |
| Turgutlu       | 125,953     |
| Rize           | 123,482     |
| Agri           | 121,725     |
| Yalova         | 120,828     |
| Afyonkarahisar | 120,660     |
| Fethiye        | 117,452     |
| Keskin         | 114,207     |
| Viransehir     | 113,091     |
| Kadirli        | 111,158     |
| Silopi         | 105,037     |
| Eregli         | 104,760     |
| Cizre          | 104,061     |
| Ceyhan         | 103,840     |
| Elbistan       | 100,020     |

### Turkmenistan
Tasso di popolazione urbana: 57% (2024). I dati sulla popolazione sono riferiti al 2024.
- Asgabat : 1,144,222
- Mary : 243,436
- Turkmenabat : 215,520
- Dasoguz : 182,056

### Emirati Arabi Uniti
Tasso di popolazione urbana: 87% (2024). I dati sulla popolazione sono riferiti al 2024.
- Dubai  (Dubai + Sharjah): 4,565,478
- Abu Dhabi : 1,052,835
- Al-Ain  (Al-Ain + Al-Buraymi): 854,940
- Ras al-Haymah : 259,127

### Uzbekistan
Tasso di popolazione urbana: 44% (2024). I dati sulla popolazione sono riferiti al 2024.
| Nome        | Popolazione |
| ----------- | ----------- |
| Tashkent    | 3,874,653   |
| Namangan    | 927,908     |
| Samarqand   | 892,554     |
| Andijon     | 792,858     |
| Fargona     | 759,423     |
| Qarshi      | 512,027     |
| Jizzax      | 357,127     |
| Shahrisabz  | 334,628     |
| Qoqon       | 303,759     |
| Nokis       | 288,240     |
| Tortkul     | 252,614     |
| Termiz      | 242,044     |
| Urganch     | 215,566     |
| Kattaqorgon | 153,433     |
| Denov       | 146,220     |
| Buxoro      | 137,440     |
| Xiva        | 136,679     |
| Oltiariq    | 120,162     |
| Kosonsoy    | 115,631     |
| Quva        | 113,493     |
| Gijduvon    | 110,910     |
| Navoiy      | 110,554     |
| Ibrat       | 101,566     |
| Asaka       | 101,170     |
| Shahrixon   | 100,375     |

### Vietnam
Tasso di popolazione urbana: 38% (2024). I dati sulla popolazione sono riferiti al 2024.
| Nome                           | Popolazione |
| ------------------------------ | ----------- |
| Ho Chi Minh (Sai Gon)          | 15,430,069  |
| Ha Noi                         | 7,265,805   |
| Can Tho                        | 1,652,649   |
| Da Nang                        | 1,265,560   |
| Hai Phong                      | 1,003,753   |
| My Tho                         | 461,520     |
| Long Xuyen                     | 550,869     |
| Vinh Long                      | 484,198     |
| Vung Tau                       | 476,737     |
| Nha Trang                      | 443,626     |
| Tay Ninh                       | 436,732     |
| Hue                            | 383,941     |
| Thai Nguyen                    | 363,000     |
| Vinh                           | 349,192     |
| Thanh Hoa                      | 343,001     |
| Quang Ngai                     | 340,820     |
| Buon Ma Thuot                  | 316,655     |
| Nam Dinh                       | 292,782     |
| Qui Nhon                       | 282,795     |
| Rach Gia                       | 276,783     |
| Thai Binh                      | 268,330     |
| Phan Thiet                     | 243,919     |
| Play Cu                        | 199,908     |
| Bac Lieu                       | 199,141     |
| Phan Rang                      | 198,679     |
| Da Lat                         | 195,370     |
| Ca Mau                         | 193,377     |
| Ha Long                        | 178,597     |
| Lac Thanh                      | 177,136     |
| Cao Lanh                       | 173,133     |
| Cai Lay                        | 172,776     |
| Tra Vinh                       | 159,016     |
| Tuy Hoa                        | 158,744     |
| Binh Phuoc                     | 155,011     |
| Cao Mat                        | 149,729     |
| Kon Tum                        | 144,425     |
| Son Tay (Ha Noi)               | 139,803     |
| Vinh Yen                       | 139,418     |
| Soc Trang                      | 133,858     |
| Viet Tri                       | 129,341     |
| Long Le                        | 125,920     |
| Mong Cai (Mong Cai + Dongxing) | 125,104     |
| Cam Pha                        | 122,988     |
| Ninh Binh                      | 122,236     |
| Cai Be                         | 120,234     |
| Tuyen Quang                    | 114,216     |
| Phu Ly                         | 112,705     |
| Tien Thanh                     | 112,508     |
| Tân Phú                        | 111,991     |
| Lang Son                       | 110,770     |
| Ho Kou (Ho Kou + Hekou)        | 105,453     |
| Xuan Loc                       | 103,836     |
| Gia Rai                        | 102,299     |
| Yen Bai                        | 102,149     |
| Tam Ky                         | 100,935     |
| Vinh Tuy                       | 100,364     |

## Aree metropolitane in America Centrale e Caraibi

### Bahamas
Tasso di popolazione urbana: 87% (2024). I dati sulla popolazione sono riferiti al 2024.
- Nassau : 261,235

### Barbados
Tasso di popolazione urbana: 53% (2024). I dati sulla popolazione sono riferiti al 2024.
- Bridgetown : 152,912

### Costa Rica
Tasso di popolazione urbana: 70% (2024). I dati sulla popolazione sono riferiti al 2024.
- San Jose : 2,461,955

### Cuba
Tasso di popolazione urbana: 80% (2024). I dati sulla popolazione sono riferiti al 2024.
- L'Avana : 1,632,772

### Repubblica Dominicana
Tasso di popolazione urbana: 75% (2024). I dati sulla popolazione sono riferiti al 2024.
- Santo Domingo : 4,593,164

### El Salvador
Tasso di popolazione urbana: 70% (2024). I dati sulla popolazione sono riferiti al 2024.
- San Salvador : 1,615,741
- Santa Ana : 205,665
- Sonsonate : 181,726
- San Miguel : 165,222
- Lourdes : 134,316

### Guatemala
Tasso di popolazione urbana: 57% (2024). I dati sulla popolazione sono riferiti al 2024.
- Guatemala : 2,900,619

### Haiti
Tasso di popolazione urbana: 63% (2024). I dati sulla popolazione sono riferiti al 2024.
- Port au Prince : 1,733,378

### Honduras
Tasso di popolazione urbana: 59% (2024). I dati sulla popolazione sono riferiti al 2024.
- Tegucigalpa : 1,653,509
- San Pedro Sula : 1,547,548
- La Ceiba : 300,948
- El Progreso : 138,954
- Choluteca : 128,127
- Comayagua : 113,060

### Jamaica
Tasso di popolazione urbana: 60% (2024). I dati sulla popolazione sono riferiti al 2024.
- Kingston : 936,134
- Montego Bay : 116,517

### Nicaragua
Tasso di popolazione urbana: 64% (2024). I dati sulla popolazione sono riferiti al 2024.
- Managua : 1,690,329
- Leon : 155,985
- Matagalpa : 134,380
- Esteli : 113,538
- Bilwi : 107,012
- Chinandega : 104,366

### Panama
Tasso di popolazione urbana: 80% (2024). I dati sulla popolazione sono riferiti al 2024.
- Ciudad del Panama : 2,043,187
- Colon : 187,546
- David : 126,995

### Trinidad e Tobago
Tasso di popolazione urbana: 19% (2024). I dati sulla popolazione sono riferiti al 2024.
- Port of Spain : 474,070
- Chaguanas : 131,058
- San Fernando : 119,286

## Aree metropolitane in Europa

### Albania
Tasso di popolazione urbana: 61% (2024). I dati sulla popolazione sono riferiti al 2024.
- Tirane : 995,789
- Durrës : 131,865

### Austria
Tasso di popolazione urbana: 72% (2024). I dati sulla popolazione sono riferiti al 2024.
- Vienna : 2,056,565
- Graz : 306,742
- Linz : 243,243
- Innsbruck : 144,226
- Salzburg : 143,452

### Bielorussia
Tasso di popolazione urbana: 79% (2024). I dati sulla popolazione sono riferiti al 2024.
| Nome                     | Popolazione |
| ------------------------ | ----------- |
| Minsk                    | 2,093,512   |
| Gomel                    | 571,257     |
| Vitebsk                  | 382,195     |
| Mogilev                  | 334,165     |
| Brėst (Brest + Terespol) | 326,182     |
| Grodno                   | 309,064     |
| Bobruisk                 | 197,539     |
| Baranavici               | 162,854     |
| Pinsk                    | 132,029     |
| Borisov                  | 112,218     |

### Belgio
Tasso di popolazione urbana: 98% (2024). I dati sulla popolazione sono riferiti al 2024.
- Bruxelles : 1,468,754
- Anversa: 767,652
- Liegi : 373,662
- Gand : 250,379
- Charleroi : 222,465

### Bosnia ed Eerzegovina
Tasso di popolazione urbana: 56% (2024). I dati sulla popolazione sono riferiti al 2024.
- Sarajevo : 235,734

### Bulgaria
Tasso di popolazione urbana: 76% (2024). I dati sulla popolazione sono riferiti al 2024.
- Sofia : 1,068,057
- Plovdiv : 331,578
- Varna : 286,140
- Burgas : 102,154

### Croazia
Tasso di popolazione urbana: 65% (2024). I dati sulla popolazione sono riferiti al 2024.
- Zagabria : 643,962
- Spalato : 215,968
- Fiume : 115,636

### Repubblica Ceca
Tasso di popolazione urbana: 78% (2024). I dati sulla popolazione sono riferiti al 2024.
- Praga: 1,201,278
- Brno : 313,582
- Ostrava : 150,766
- Plzeň : 146,255

### Danimarca
Tasso di popolazione urbana: 89% (2024). I dati sulla popolazione sono riferiti al 2024.
- Copenaghen : 1,338,887
- Aarhus : 252,649
- Odense : 147,088
- Aalborg : 101,029

### Estonia
Tasso di popolazione urbana: 74% (2024). I dati sulla popolazione sono riferiti al 2024.
- Tallinn : 449,861

### Finlandia
Tasso di popolazione urbana: 88% (2024). I dati sulla popolazione sono riferiti al 2024.
- Helsinki  (Helsinki + Espoo): 1,001,125
- Tampere : 153,567
- Turku : 104,248

### Francia
Tasso di popolazione urbana: 88% (2024). I dati sulla popolazione sono riferiti al 2024.
| Nome                                              | Popolazione |
| ------------------------------------------------- | ----------- |
| Conurbazione dell'Île-de-France                   | 10,242,434  |
| Lione                                             | 1,194,741   |
| Marsiglia                                         | 911,934     |
| Lilla (Lilla + Mouscron)                          | 907,123     |
| Tolosa                                            | 712,882     |
| Bordeaux                                          | 642,756     |
| Conurbazione della Costa Azzurra (Nizza + Cannes) | 606,433     |
| Nantes                                            | 472,262     |
| Strasburgo (Strasburgo + Kehl)                    | 419,245     |
| Tolone                                            | 368,851     |
| Grenoble                                          | 338,199     |
| Rouen                                             | 320,960     |
| Montpellier                                       | 293,865     |
| Rennes                                            | 227,572     |
| Nancy                                             | 213,797     |
| Tours                                             | 211,591     |
| Digione                                           | 208,040     |
| Cambrin                                           | 207,779     |
| Clermont-Ferrand                                  | 191,311     |
| Saint Denis (La Riunione)                         | 189,854     |
| Reims                                             | 189,743     |
| Mulhouse                                          | 189,297     |
| Le Havre                                          | 187,643     |
| Orléans                                           | 179,869     |
| Angers                                            | 176,839     |
| Saint-Etienne                                     | 172,766     |
| Caen                                              | 164,788     |
| Nouméa (Nuova Caleidonia)                         | 153,190     |
| Metz                                              | 151,221     |
| Le Mans                                           | 147,383     |
| Brest                                             | 142,527     |
| Amiens                                            | 136,532     |
| Limoges                                           | 129,255     |
| Dunkerque                                         | 127,529     |
| Mamoudzou (Mayotte)                               | 127,511     |
| Perpignano                                        | 115,845     |
| Pau                                               | 112,672     |
| Troyes                                            | 109,941     |
| Papeete (Polinesia Francese)                      | 109,747     |
| Besançon                                          | 108,712     |
| Le Port (Reunion)                                 | 105,572     |
| Annecy                                            | 102,728     |
| Nîmes                                             | 101,743     |
| Valenciennes                                      | 101,583     |

### Germania
Tasso di popolazione urbana: 79% (2024). I dati sulla popolazione sono riferiti al 2024.
| Nome                                                                                 | Popolazione |
| ------------------------------------------------------------------------------------ | ----------- |
| Conurbazione della Ruhr (Bonn + Colonia + Düsseldorf + Wuppertal + Dortmund + Hagen) | 7,822,542   |
| Berlino                                                                              | 3,775,954   |
| Amburgo                                                                              | 1,841,656   |
| Monaco di Baviera                                                                    | 1,827,704   |
| Francoforte sul Meno                                                                 | 1,505,111   |
| Stoccarda                                                                            | 1,117,893   |
| Norimberga                                                                           | 759,135     |
| Hannover                                                                             | 663,997     |
| Lipsia                                                                               | 585,335     |
| Dresda                                                                               | 566,233     |
| Brema                                                                                | 559,521     |
| Mannheim                                                                             | 456,549     |
| Augusta                                                                              | 312,094     |
| Karlsruhe                                                                            | 286,982     |
| Aquisgrana (Aquisgrana + Kerkrade)                                                   | 226,264     |
| Kassel                                                                               | 222,869     |
| Bielefeld                                                                            | 214,193     |
| Kiel                                                                                 | 209,786     |
| Münster                                                                              | 207,455     |
| Heidelberg                                                                           | 196,429     |
| Magdeburgo                                                                           | 193,706     |
| Halle                                                                                | 185,076     |
| Braunschweig                                                                         | 180,612     |
| Freiburg im Breisgau                                                                 | 179,912     |
| Rostock                                                                              | 168,453     |
| Chemnitz                                                                             | 168,021     |
| Lubecca                                                                              | 150,413     |
| Saarbrücken                                                                          | 146,109     |
| Oldenburg                                                                            | 144,961     |
| Erfurt                                                                               | 141,749     |
| Coblenza                                                                             | 138,095     |
| Ratisbona                                                                            | 133,794     |
| Würzburg                                                                             | 121,062     |
| Heilbronn                                                                            | 121,015     |
| Bremerhaven                                                                          | 116,975     |
| Darmstadt                                                                            | 116,051     |
| Osnabrück                                                                            | 105,944     |
| Ulma                                                                                 | 103,439     |

### Grecia
Tasso di popolazione urbana: 68% (2024). I dati sulla popolazione sono riferiti al 2024.
- Atene: 3,166,757
- Salonicco: 783,450
- Candia: 159,049
- Patrasso: 146,128
- Larissa: 118,892

### Ungheria
Tasso di popolazione urbana: 72% (2024). I dati sulla popolazione sono riferiti al 2024.
- Budapest: 1,743,875
- Debrecen: 139,471
- Pécs: 123,329
- Seghedino: 122,060
- Miskolc: 115,425

### Islanda
Tasso di popolazione urbana: 73% (2024). I dati sulla popolazione sono riferiti al 2024.
- Reykjavík : 206,895

### Irlanda
Tasso di popolazione urbana: 69% (2024). I dati sulla popolazione sono riferiti al 2024.
- Dublino: 1,310,160
- Cork: 137,272

### Kosovo
Tasso di popolazione urbana: 42% (2024). I dati sulla popolazione sono riferiti al 2024.
- Pristina: 218,971

### Lettonia
Tasso di popolazione urbana: 72% (2024). I dati sulla popolazione sono riferiti al 2024.
- Riga: 516,897

### Lituania
Tasso di popolazione urbana: 72% (2024). I dati sulla popolazione sono riferiti al 2024.
- Vilnius: 339,420
- Kaunas: 236,910
- Klaipėda: 103,210

### Lussemburgo
Tasso di popolazione urbana: 88% (2024). I dati sulla popolazione sono riferiti al 2024.
- Città del Lussemburgo: 161,303

### Malta
Tasso di popolazione urbana: 89% (2024). I dati sulla popolazione sono riferiti al 2024.
- Birkirkara  (La Valletta e città vicine): 366,066

### Moldavia
Tasso di popolazione urbana: 55% (2024). I dati sulla popolazione sono riferiti al 2024.
- Chișinău: 450,581

### Montenegro
I dati sulla popolazione sono riferiti al (2024).
- Podgorica: 152,731

### Paesi Bassi
Tasso di popolazione urbana: 86% (2024). I dati sulla popolazione sono riferiti al 2024.
| Nome                                               | Popolazione |
| -------------------------------------------------- | ----------- |
| Rotterdam (Rotterdam + Delft + L'Aia + Zoetermeer) | 2,173,754   |
| Amsterdam                                          | 1,223,407   |
| Utrecht                                            | 519,237     |
| Eindhoven                                          | 293,438     |
| Leida                                              | 268,631     |
| Dordrecht                                          | 252,512     |
| Haarlem                                            | 207,592     |
| Tilburg                                            | 206,798     |
| Arnhem                                             | 194,293     |
| Nimega                                             | 190,473     |
| Amersfoort                                         | 186,756     |
| Almere                                             | 185,506     |
| Breda                                              | 177,734     |
| Alkmaar                                            | 171,003     |
| Groninga                                           | 167,782     |
| Willemstad (Curaçao)                               | 162,059     |
| Heerlen                                            | 160,135     |
| ''s-Hertogenbosch                                  | 144,486     |
| Apeldoorn                                          | 133,570     |
| Enschede                                           | 129,372     |
| Maastricht                                         | 124,921     |
| Zwolle                                             | 120,061     |

### Macedonia del Nord
Tasso di popolazione urbana: 67% (2024). I dati sulla popolazione sono riferiti al 2024.
- Skopje: 402,733

### Norvegia
Tasso di popolazione urbana: 84% (2024). I dati sulla popolazione sono riferiti al 2024.
- Oslo: 889,573
- Stavanger: 205,533
- Bergen: 148,237
- Trondheim: 142,104

### Polonia
Tasso di popolazione urbana: 68% (2024). I dati sulla popolazione sono riferiti al 2024.
| Nome          | Popolazione |
| ------------- | ----------- |
| Varsavia      | 1,999,986   |
| Katowice      | 1,408,364   |
| Cracovia      | 723,413     |
| Danzica       | 615,013     |
| Łódź          | 582,587     |
| Breslavia     | 531,845     |
| Poznań        | 531,736     |
| Lublino       | 320,313     |
| Białystok     | 289,226     |
| Stettino      | 269,836     |
| Wałbrzych     | 182,732     |
| Rzeszów       | 180,696     |
| Bielsko-Biała | 136,717     |

### Portogallo
Tasso di popolazione urbana: 68% (2024). I dati sulla popolazione sono riferiti al 2024.
- Lisbona: 2,443,987
- Porto: 1,060,250
- Funchal: 135,362

### Romania
Tasso di popolazione urbana: 65% (2024). I dati sulla popolazione sono riferiti al 2024.
| Nome        | Popolazione |
| ----------- | ----------- |
| Bucarest    | 1,971,350   |
| Cluj-Napoca | 321,095     |
| Iași        | 304,851     |
| Timișoara   | 288,523     |
| Costanza    | 273,012     |
| Craiova     | 260,150     |
| Galați      | 232,217     |
| Brașov      | 230,438     |
| Ploiești    | 187,350     |
| Oradea      | 156,341     |
| Giurgiu     | 141,675     |
| Brăila      | 138,888     |
| Pitești     | 132,100     |
| Târgu Mureș | 118,255     |
| Sibiu       | 117,695     |
| Bacău       | 117,407     |
| Arad        | 112,052     |
| Oltenița    | 108,928     |

### Russia
Tasso di popolazione urbana: 78% (2024). I dati sulla popolazione sono riferiti al 2024.
- Mosca: 14,384,082

### Serbia
Tasso di popolazione urbana: 63% (2024). I dati sulla popolazione sono riferiti al 2024.
- Belgrado: 1,200,547
- Novi Sad: 286,753
- Niš: 219,095
- Kragujevac: 140,856

### Slovacchia
Tasso di popolazione urbana: 62% (2024). I dati sulla popolazione sono riferiti al 2024.
- Bratislava: 310,204
- Košice: 223,173

### Slovenia
Tasso di popolazione urbana: 57% (2024). I dati sulla popolazione sono riferiti al 2024.
- Lubiana: 252,736

### Spagna
Tasso di popolazione urbana: 82% (2024). I dati sulla popolazione sono riferiti al 2024.
| Nome                       | Popolazione |
| -------------------------- | ----------- |
| Madrid                     | 5,680,137   |
| Barcellona                 | 3,908,362   |
| Valencia                   | 1,404,208   |
| Bilbao                     | 729,222     |
| Siviglia                   | 696,193     |
| Saragozza                  | 624,271     |
| Malaga                     | 522,827     |
| Palma di Maiorca           | 467,468     |
| Las Palmas de Gran Canaria | 378,494     |
| Granada                    | 362,800     |
| Murcia                     | 341,431     |
| Alicante                   | 331,089     |
| Santa Cruz de Tenerife     | 324,645     |
| Pamplona                   | 296,609     |
| Valladolid                 | 290,636     |
| Vigo                       | 265,407     |
| A Coruña                   | 249,861     |
| Gijón                      | 229,261     |
| Algeciras                  | 215,007     |
| San Sebastián              | 214,645     |
| Santander                  | 206,816     |
| Vitoria                    | 203,909     |
| Alcalá de Henares          | 184,497     |
| Oviedo                     | 170,846     |
| Almería                    | 169,121     |
| Castellón de la Plana      | 158,875     |
| Salamanca                  | 143,857     |
| Logroño                    | 142,370     |
| Ceuta                      | 137,945     |
| Girona                     | 132,100     |
| Tarragona                  | 131,944     |
| Jerez de la Frontera       | 130,424     |
| Cadice                     | 130,037     |
| Melilla                    | 126,133     |
| Mataró                     | 123,418     |
| Marbella                   | 119,627     |
| Burgos                     | 117,187     |
| Huelva                     | 113,533     |
| Torrevieja                 | 105,360     |

### Svezia
Tasso di popolazione urbana: 88% (2024). I dati sulla popolazione sono riferiti al 2024.
- Stoccolma: 1,543,892
- Göteborg: 599,675
- Malmö: 339,007
- Uppsala: 133,611
- Helsingborg: 106,339
- Västerås: 104,147

### Svizzera
Tasso di popolazione urbana: 77% (2024). I dati sulla popolazione sono riferiti al 2024.
- Zurigo: 689,208
- Ginevra (Ginevra + Annemasse): 433,727
- Losanna: 288,888
- Basilea  (Basilea + Lorrach + Buschwiller): 285,823
- Berna: 193,474
- Lucerna: 146,604

### Ucraina
Tasso di popolazione urbana: 73% (2022). I dati sulla popolazione sono riferiti al 2022.
| Nome             | Popolazione |
| ---------------- | ----------- |
| Kiev             | 2,575,199   |
| Charkiv          | 1,284,380   |
| Odessa           | 977,813     |
| Dnipro           | 761,540     |
| Donec'k          | 690,522     |
| Zaporižžja       | 624,951     |
| Leopoli          | 604,320     |
| Kryvyj Rih       | 471,275     |
| Mykolaïv         | 412,070     |
| Vinnycja         | 383,836     |
| Mariupol'        | 363,415     |
| Luhans'k         | 342,311     |
| Sinferopoli      | 338,634     |
| Černihiv         | 278,668     |
| Čerkasy          | 278,510     |
| Poltava          | 275,189     |
| Chmel'nyc'kyj    | 259,104     |
| Cherson          | 246,357     |
| Žytomyr          | 242,883     |
| Černivci         | 240,725     |
| Ivano-Frankivs'k | 237,552     |
| Rivne            | 228,212     |
| Kropyvnyc'kyj    | 225,913     |
| Kam"jans'ke      | 223,589     |
| Luc'k            | 218,316     |
| Sumy             | 214,376     |
| Kremenčuk        | 213,125     |
| Bila Cerkva      | 207,328     |
| Horlivka         | 195,806     |
| Sebastopoli      | 189,598     |
| Ternopil'        | 187,740     |
| Melitopol'       | 166,662     |
| Kramators'k      | 150,246     |
| Alčevs'k         | 139,091     |
| Nikopol'         | 132,379     |
| Slov'jans'k      | 132,301     |
| Užhorod          | 124,809     |

### Regno Unito
Tasso di popolazione urbana: 89% (2024). I dati sulla popolazione sono riferiti al 2024.
| Nome                                 | Popolazione |
| ------------------------------------ | ----------- |
| Londra                               | 11,360,327  |
| Conurbazione di Manchester-Liverpool | 4,876,538   |
| Birmingham                           | 2,617,211   |
| Leeds                                | 1,776,717   |
| Glasgow                              | 1,360,653   |
| Sheffield                            | 1,071,442   |
| Newcastle upon Tyne                  | 1,037,509   |
| Bristol                              | 680,809     |
| Nottingham                           | 650,703     |
| Cardiff                              | 558,406     |
| Edimburgo                            | 530,165     |
| Leicester                            | 527,124     |
| Portsmouth                           | 480,317     |
| Brighton                             | 456,337     |
| Coventry                             | 437,237     |
| Belfast                              | 437,125     |
| Bournemouth                          | 382,597     |
| Southampton                          | 374,413     |
| Middlesbrough                        | 351,680     |
| Stoke-on-Trent                       | 329,688     |
| Kingston upon Hull                   | 321,006     |
| Reading                              | 273,287     |
| Derby                                | 271,899     |
| Luton                                | 268,353     |
| Southend-on-Sea                      | 265,744     |
| Plymouth                             | 252,928     |
| Gillingham                           | 247,682     |
| Northampton                          | 219,781     |
| Milton Keynes                        | 205,060     |
| Aberdeen                             | 193,155     |
| Swindon                              | 192,422     |
| Peterborough                         | 189,937     |
| Blackpool                            | 189,730     |
| Norwich                              | 188,535     |
| Ipswich                              | 171,226     |
| Oxford                               | 168,021     |
| Dundee                               | 158,327     |
| York                                 | 151,629     |
| Swansea                              | 150,621     |
| Gloucester                           | 145,718     |
| Cambridge                            | 136,064     |
| Telford                              | 135,270     |
| Margate                              | 128,756     |
| Grimsby                              | 126,609     |
| Colchester                           | 120,251     |
| Polegate                             | 117,257     |
| Cheltenham                           | 116,046     |
| Lincoln                              | 115,775     |
| Torquay                              | 111,323     |
| Exeter                               | 110,292     |
| Basingstoke                          | 109,911     |
| Camberley                            | 108,988     |
| High Wycombe                         | 108,858     |
| Bedford                              | 107,556     |
| Crawley                              | 106,964     |
| Chelmsford                           | 106,499     |
| Maidstone                            | 105,233     |
| Basildon                             | 104,556     |
| Worcester                            | 101,123     |

## Aree metropolitane in America del Nord

### Canada
Tasso di popolazione urbana: 85% (2024). I dati sulla popolazione sono riferiti al 2024.
- Toronto: 5,566,382
- Montréal: 3,221,844
- Vancouver: 2,198,107
- Calgary: 1,524,649
- Edmonton: 1,144,486

### Stati Uniti
Tasso di popolazione urbana: 86% (2024). I dati sulla popolazione sono riferiti al 2024.
- New York  (inclusi Newark e Jersey City): 14,197,659
- Los Angeles: 13,474,333
- Miami: 5,733,042
- Chicago: 5,318,735
- Houston: 4,301,461
- San Francisco: 4,178,349
- Washington: 3,471,725
- Phoenix: 2,608,874
- Dallas: 2,577,308
- Denver: 2,425,086
- Las Vegas : 2,371,780
- Filadelfia: 2,286,396
- Seattle: 2,099,643
- San Diego : 1,977,279
- Detroit : 1,918,653
- Portland: 1,839,776
- Mesa: 1,724,503
- Sacramento: 1,697,184
- Boston: 1,669,310
- Austin: 1,580,153
- San Antonio: 1,513,874
- Orlando: 1,231,650
- Minneapolis: 1,217,972
- Baltimora: 1,127,338
- Salt Lake City: 1,108,953

### Messico
Tasso di popolazione urbana: 82% (2024). I dati sulla popolazione sono riferiti al 2024.
- Città del Messico: 17,639,164
- Guadalajara: 4,138,350
- Monterrey: 4,001,151
- Puebla: 1,949,860
- Toluca: 1,594,046
- Tijuana: 1,538,301
- León: 1,384,014
- Torreón: 1,363,776
- Ciudad Juárez: 1,214,949
- San Luis Potosí: 1,005,068

## Aree metropolitane in Oceania

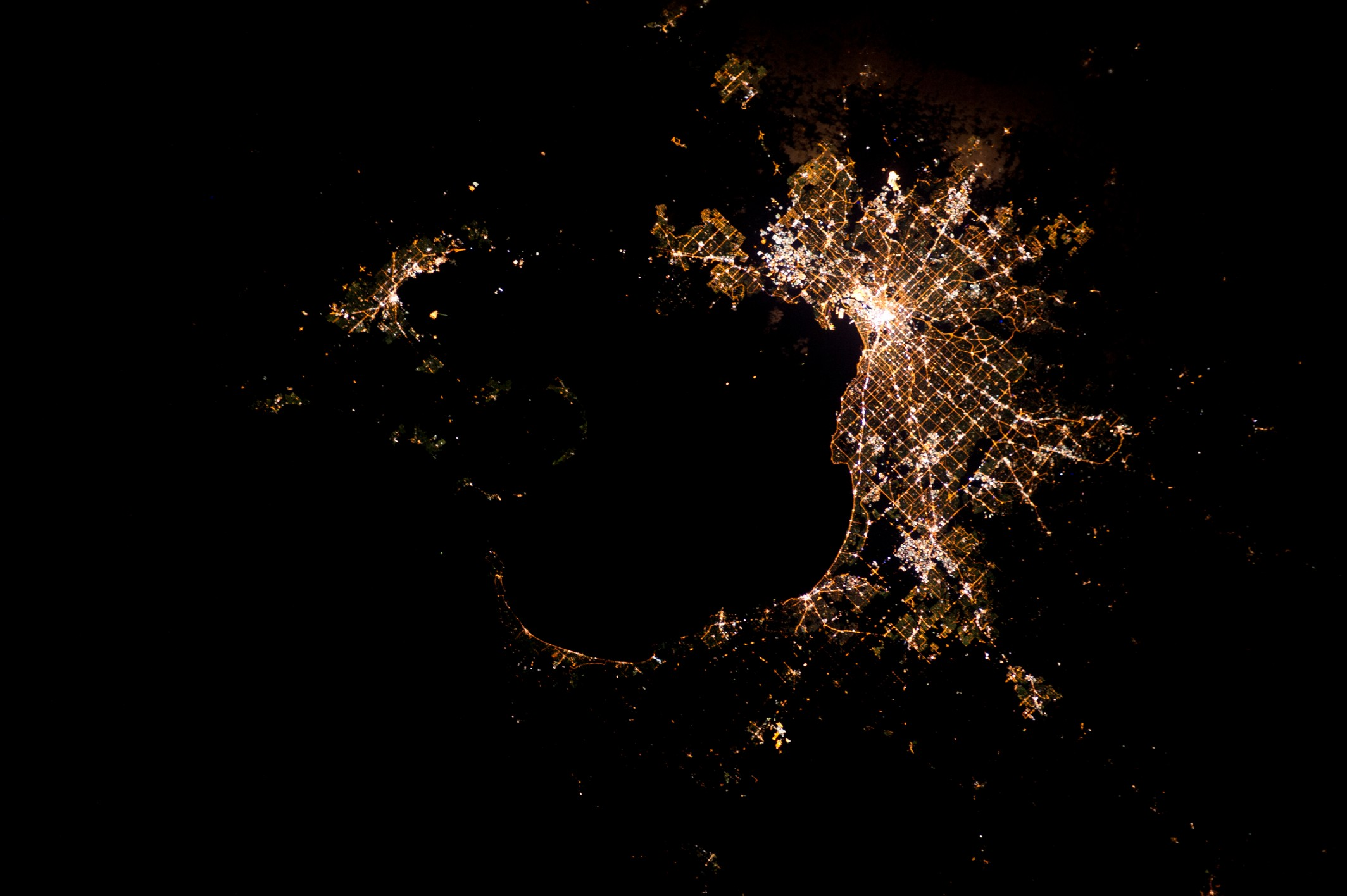
Melbourne vista di notte

### Australia
Tasso di popolazione urbana: 91% (2024). I dati sulla popolazione sono riferiti al 2024.
- Sydney: 4,375,394
- Melbourne: 4,010,658
- Brisbane: 1,359,105
- Perth: 1,357,382
- Adelaide: 938,328
- Point Cook: 501,408
- Gold Coast: 279,191
- Newcastle: 205,366
- North Lakes: 179,797
- Geelong: 165,825
- Wollongong: 149,057
- Langwarrin: 122,179
- Thuringowa: 107,619
- Butler: 106,621
- Campbelltown: 104,044
- Huntfield Heights: 103,948

### Figi
Tasso di popolazione urbana: 58% (2024). I dati sulla popolazione sono riferiti al 2024.
- Suva: 242,910

### Nuova Zelanda
Tasso di popolazione urbana: 89% (2024). I dati sulla popolazione sono riferiti al 2024.
- Auckland: 1,673,898
- Christchurch: 278,356
- Hamilton : 176,223
- Wellington: 154,120
- Tauranga: 122,546

### Papua Nuova Guinea
Tasso di popolazione urbana: 12% (2024). I dati sulla popolazione sono riferiti al 2024.
- Port Moresby: 442,165
- Mendi: 125,843
- Lae: 116,212
- Madang: 110,610
- Mount Hagen: 100,524

### Isole Salomone
Tasso di popolazione urbana: 25% (2024). I dati sulla popolazione sono riferiti al 2024.
- Honiara: 137,201

## Aree metropolitane in America del Sud

### Argentina
Tasso di popolazione urbana: 95% (2024). I dati sulla popolazione sono riferiti al 2024.
- Buenos Aires: 14,179,912
- Córdoba: 1,468,197
- Rosario: 1,187,382
- Mendoza: 1,063,217

### Bolivia
Tasso di popolazione urbana: 71% (2024). I dati sulla popolazione sono riferiti al 2024.
- La Paz: 2,063,633
- Santa Cruz de la Sierra: 2,016,833

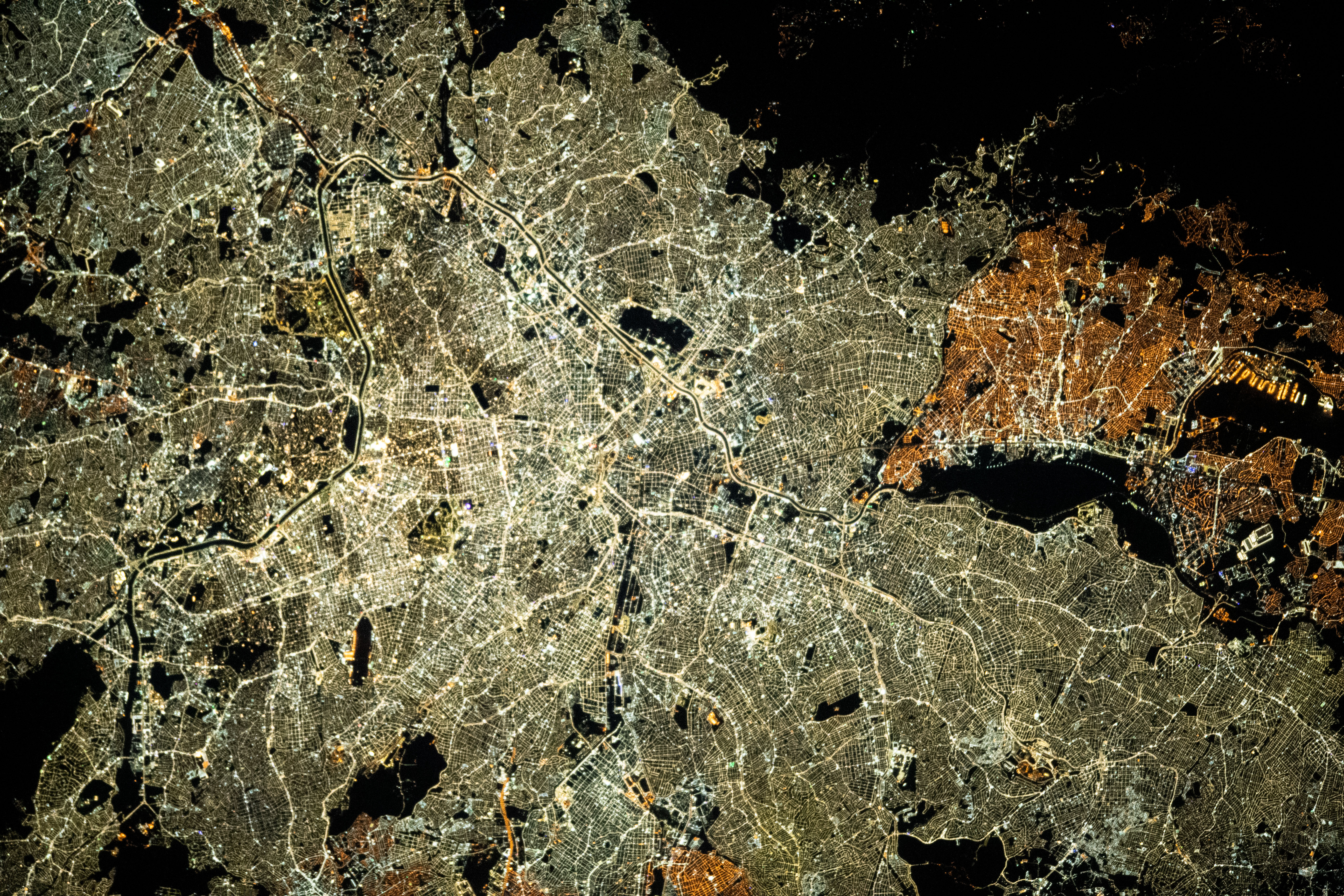
San Paolo vista di notte

- Cochabamba: 1,357,548

### Brasile
Tasso di popolazione urbana: 89% (2024). I dati sulla popolazione sono riferiti al 2024.
- San Paolo: 19,485,158
- Rio de Janeiro: 9,853,693
- Belo Horizonte: 4,376,747
- Recife: 3,847,558
- Salvador: 3,305,396
- Fortaleza: 3,324,149
- Porto Alegre: 2,763,350
- Curitiba: 2,512,877
- Goiânia: 2,457,483
- Manaus: 2,368,805
- Belém: 2,192,375
- Brasilia: 1,799,121
- Niterói: 1,734,951
- Vitória: 1,291,834
- São Luís: 1,272,247
- Natal: 1,133,224
- Santos: 1,128,178
- João Pessoa: 1,120,243
- Maceió: 1,046,071

### Cile
Tasso di popolazione urbana: 92% (2024). I dati sulla popolazione sono riferiti al 2024.
- Santiago del Cile: 6,633,767

### Colombia
Tasso di popolazione urbana: 80% (2024). I dati sulla popolazione sono riferiti al 2024.
- Bogotà: 10,419,361
- Medellín: 3,215,457
- Cali: 2,691,616
- Barranquilla: 2,166,638

### Ecuador
Tasso di popolazione urbana: 72% (2024). I dati sulla popolazione sono riferiti al 2024.
- Guayaquil: 3,247,674
- Quito: 2,605,678

### Guyana
Tasso di popolazione urbana: 33% (2024). I dati sulla popolazione sono riferiti al 2024.
- Georgetown: 130,680

### Paraguay
Tasso di popolazione urbana: 68% (2024). I dati sulla popolazione sono riferiti al 2024.
- Asunción: 1,175,482

### Perù
Tasso di popolazione urbana: 79% (2024). I dati sulla popolazione sono riferiti al 2024.
- Lima: 10,828,104
- Arequipa: 1,004,835

### Suriname
Tasso di popolazione urbana: 75% (2024). I dati sulla popolazione sono riferiti al 2024.
- Paramaribo: 253,626

### Uruguay
Tasso di popolazione urbana: 94% (2024). I dati sulla popolazione sono riferiti al 2024.
- Montevideo: 2,619,222

### Venezuela
Tasso di popolazione urbana: 96% (2024). I dati sulla popolazione sono riferiti al 2024.
- Caracas: 2,667,322
- Maracaibo: 2,142,105
- Valencia: 1,601,249